# Glossaire du football
 (mars 2009).
Si vous disposez d'ouvrages ou d'articles de référence ou si vous connaissez des sites web de qualité traitant du thème abordé ici, merci de compléter l'article en donnant les références utiles à sa vérifiabilité et en les liant à la section « Notes et références ».
- Haut – A
- B
- C
- D
- E
- F
- G
- H
- I
- J
- K
- L
- M
- N
- O
- P
- Q
- R
- S
- T
- U
- V
- W
- X
- Y
- Z

Ce glossaire du football recense les termes et expressions techniques propres au football.
Dans cet article, l'emploi du masculin dans les noms comme « joueur », « gardien de but », etc., devra être remplacé par le féminin quand il s'agit de football féminin et l'on dira «joueuse », « gardienne de but », etc. De même, « capitaine », « arbitre », etc., seront précédés ou suivis d'un article féminin si nécessaire.

## A
À l'arraché
L’expression « à l’arraché », dans le contexte du football, signifie qu’une équipe remporte un match ou obtient un résultat dans la difficulté, souvent en fin de rencontre ou après avoir beaucoup souffert.
À la culotte (marquage)
Désigne un marquage très rapproché.
Acte
Le mot acte est utilisé de manière ponctuelle pour désigner une période de jeu, le plus souvent dans un registre journalistique ou littéraire.
Action
Ensemble de combinaisons menant à une situation devant le but. (voir combinaison et situation)
Agent
Personne qui gère les aspects juridiques et financiers de la carrière d'un footballeur ou d'un entraîneur professionnel. Il a notamment pour rôle de mettre en contact clubs et joueurs et de négocier les contrats.
Aile de pigeon
Terme désignant un type de prise de ballon. Le joueur contrôle, dévie ou frappe le ballon avec l'extérieur du pied ou avec le talon tandis que la jambe est pliée et alors que le ballon est en l'air, derrière ou à côté du joueur. L'origine de ce terme est la forme de la jambe repliée en arrière qui, grâce à un peu d'imagination, ressemble à l'aile d'un pigeon et le mouvement qui évoque le battement de l'aile.
Ailier
Joueur offensif qui évolue sur un côté du terrain (l'aile) et dont le rôle est généralement de déborder et de centrer le ballon. On parle d'ailier droit ou d'ailier gauche. Historiquement joueur de la ligne avant, il est en relative disparition dans les 4-4-2 où certains joueurs apparaissent comme jouant dans le « couloir » latéral et remplissent aussi cette fonction.
Aisance technique
Capacité d’un joueur à exécuter avec fluidité, précision et naturel les gestes techniques du football (contrôle, dribble, passe, tir).
Aller (match)
Premier des deux matchs disputés entre deux équipes dans une double confrontation, lors d'une compétition à élimination directe ou en championnat.
Amorti
Contrôle du ballon, le plus souvent avec la poitrine, pour freiner sa course, dans le but de le manipuler avec les pieds pour une course balle au pied ou pour une passe.
Angle fermé
Position de tir difficile, où le joueur se trouve très excentré par rapport au but, souvent près de la ligne de sortie de but ou proche du poteau, ce qui réduit considérablement l’ouverture pour marquer.
Anti-jeu
Conduite antisportive. Est considéré comme acte d'anti-jeu tout geste délibérément fautif visant à empêcher l'adversaire de jouer : retenir un joueur adverse par le maillot, le tacler brutalement par derrière, etc. Ce genre de geste peut valoir un avertissement, un carton jaune ou un carton rouge. L'anti-jeu peut concerner un joueur ou une équipe qui mène au score et tente de gagner du temps en ralentissant le jeu ou en faisant durer au maximum les arrêts de jeu.
Appel de balle
Course effectuée par un joueur pour signifier qu'il attend le ballon. Souvent utilisé pour caractériser le jeu des attaquants. Ceux-ci peuvent faire des appels « dans le dos » de la défense (en profondeur), sur les côtés, pour éventuellement centrer. Les appels permettent également de créer de fausses pistes pour désorganiser la défense adverse et ouvrir des espaces pour les autres attaquants.
Appels croisés
Deux attaquants croisent leurs courses pour appeler la balle, ils essaient ainsi de désorganiser les défenseurs adverses.
Appui
Le jeu en appui désigne la manière de jouer d'un attaquant qui, plus haut que le reste de l'équipe, sert de point d'ancrage pour progresser vers le but adverse par le biais d'appui-remise. Il permet aussi d'attirer les défenseurs adverses autour de lui pour libérer des espaces.
Appuyé(e)
L’adjectif appuyé est utilisé pour décrire un passage, une passe ou un tir effectué avec trop ou assez de force.
Arbitre
Personne présente sur le terrain veillant au respect des règles.
Arbitre assistant
Aide de l'arbitre principal du match. Autrefois appelé « juge de touche », il se déplace le long de la limite latérale du terrain (touche) sur une moitié de celui-ci, indique principalement les hors-jeu, si et où le ballon est sorti et à qui revient la remise en jeu. Il peut signaler des fautes lorsqu'il est mieux placé que l'arbitre principal pour voir l'action. Les arbitres assistants sont au nombre de deux : un pour chaque côté opposé du terrain.
« Arconada »
« Faire une arconada », expression principalement employée en France  lorsque le gardien de but se couche sur la balle mais que celle-ci lui glisse sous le corps. Ce terme fait référence au gardien espagnol Luis Arconada, auteur d'une erreur semblable lors de la finale de l'Euro 84 sur un coup franc de Michel Platini.
Arrêt
Geste du gardien consistant à bloquer la balle pour l'empêcher de rentrer dans le but. Si le geste est particulièrement bien fait, on parle d’arrêt spectaculaire.
Arrêt Bosman
Décision de la Cour de justice des Communautés européennes qui a eu un impact considérable sur le football professionnel européen.
Arrêts de jeu
Temps de jeu qui est décompté par l'arbitre et qui est ajouté à chaque mi-temps au-delà des 45 minutes réglementaires. L'arbitre ajoute en général 30 secondes de plus par changement de joueur, une minute en cas de blessure d'un joueur et une minute supplémentaire (que l'ex-entraîneur et commentateur français Guy Roux appelle la minute syndicale).
Arrière latéral
Défenseur qui occupe un côté de la défense (arrière latéral droit ou gauche).
Ascenseur
Action pour un joueur de s'appuyer sur un adversaire pour jouer un ballon aérien. L'ascenseur est une faute qui peut entraîner un coup franc. En revanche si le joueur s'appuie sur un partenaire, l'action est licite. Il s'agit d'une métaphore faisant référence à un ascenseur qui est un transport vertical assurant le déplacement en hauteur.
Attaque placée
Phase offensive construite de manière patiente et organisée, souvent à partir d’une possession prolongée du ballon. L’équipe progresse lentement, en faisant circuler le ballon pour trouver un décalage ou une faille dans le bloc défensif adverse.
Attaquer l’espace
Action offensive, avec ou sans ballon, qui consiste à exploiter une zone libre du terrain (souvent dans le dos ou entre les lignes adverses) dans le but de progresser, désorganiser la défense ou se créer une occasion. Cela peut être un appel en profondeur sans ballon, une conduite de balle vers une brèche, ou une accélération dans un couloir libéré.
(se mettre) Au service du collectif
Attitude d’un joueur qui privilégie les intérêts de l’équipe plutôt que sa performance individuelle. Cela peut inclure des courses défensives, des passes au lieu de tirs personnels, du pressing, ou un travail de l’ombre (appels, couverture) qui aide l’équipe sans forcément briller statistiquement.
Automatisme
Habitude de jeu intégrée entre deux ou plusieurs joueurs, qui leur permet d’enchaîner des actions de manière fluide, rapide et instinctive, sans avoir besoin de se parler ou de réfléchir longtemps.
Avertissement
Sanction individuelle prononcée par l'arbitre à l'encontre d'un joueur et signalée par un carton jaune. Un "avertissement verbal" (terme souvent employé par les commentateurs) signifie que l'arbitre réprimande le joueur sans lui infliger un carton jaune mais en lui faisant bien comprendre qu'il est à la limite et risque d'être sanctionné en cas de récidive.
Avant centre
Joueur faisant partie des attaquants qui évolue en position offensive axiale. Il peut être le seul joueur en position d'attaquant, avec un autre avant centre ou sur un schéma plus classique avec deux attaquants ailiers.
Avant-dernière passe
Passe précédant immédiatement la passe décisive, dans une action menant à un but.
Avantage
Règle permettant à l’arbitre de laisser jouer l’équipe qui a subi une faute, si cette dernière conserve un avantage certain en poursuivant son action, plutôt que de s’arrêter immédiatement pour sanctionner la faute. Le but est souvent de ne pas interrompre un mouvement offensif prometteur.
Avantage numérique ou supériorité numérique
Situation où une équipe bénéficie d’un nombre supérieur de joueurs sur le terrain parce qu’un ou plusieurs joueurs adverses ont été exclus du match.

## B

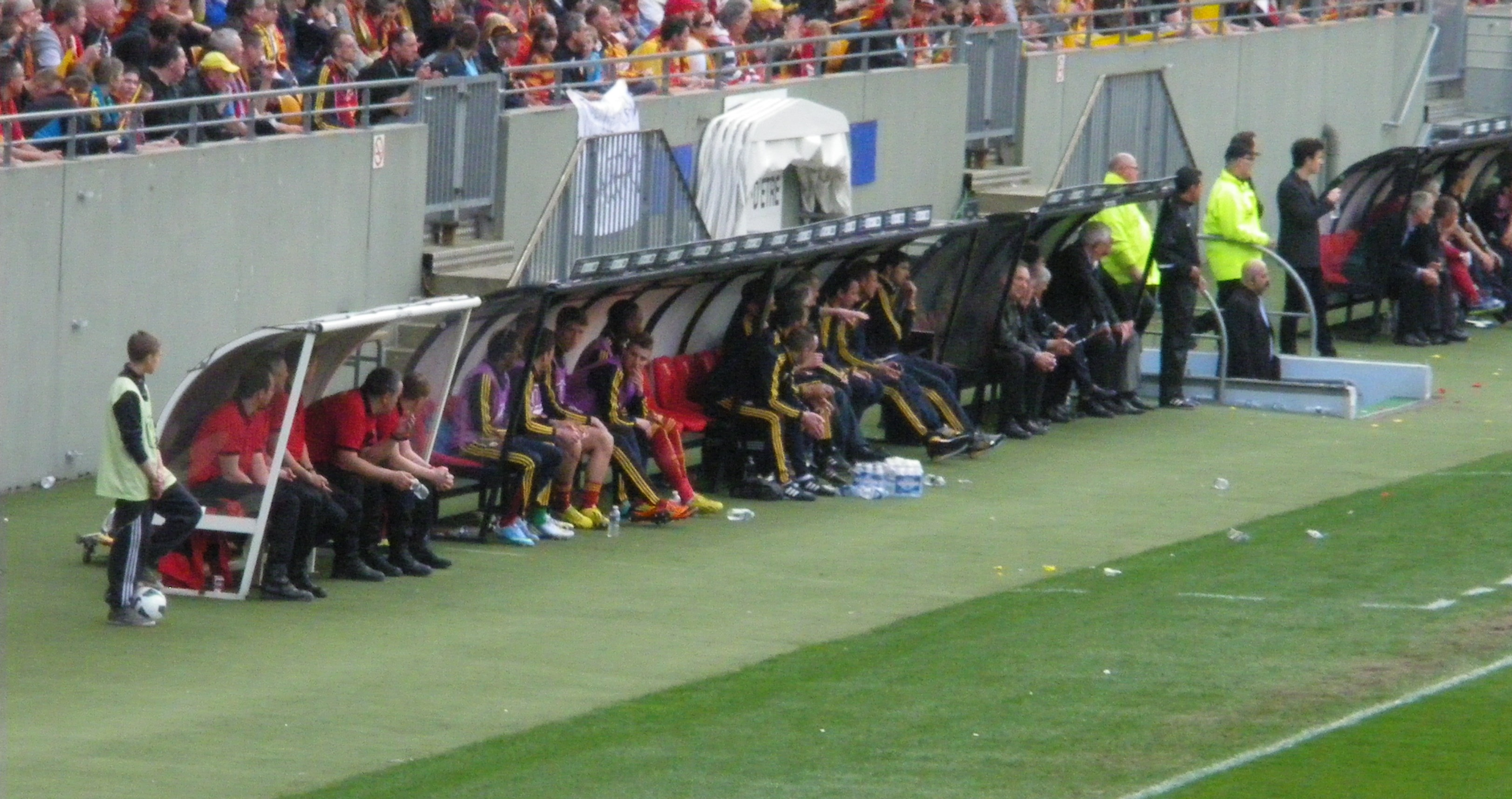
Banc de touche

Back gauche/back droit
Voir « Arrière latéral »

Ballon de football
Ballon sphérique destiné au jeu du football.
Ballon d'or
Récompense décernée par le magazine français France football et remise, début décembre, au meilleur joueur de l'année, selon un vote de journalistes européens. Le Ballon d'or a été créé en 1956. Jusqu'en 2007, il ne récompensait qu'un joueur évoluant dans un club européen.
Ballon de plomb
« Récompense » décernée de 2003 à 2013 par Les Cahiers du football pour désigner le joueur de Ligue 1 ayant rassemblé le plus d'opinions négatives sur son nom autour des critères suivants : mentalité, choix de carrière et niveau footballistique.
Ballon d'eau fraîche
Récompense décernée depuis 2010 par Les Cahiers du football pour désigner le joueur de Ligue 1 affichant le meilleur état d'esprit.
Ballon flottant
Un tir ou une passe dont la trajectoire est instable, imprévisible ou ondulante dans les airs, ce qui rend sa lecture difficile, surtout pour les gardiens. Voir effet.
Ballon rond
L'expression « ballon rond » est une formule imagée et familière pour désigner le football lui-même. Voir football.
Banc de touche
Abri hors terrain où les joueurs se réunissent en attendant de remplacer un autre joueur. Par métonymie, désigne le groupe des joueurs remplaçants. Le banc de touche est situé le long de la ligne de touche.
Bas de tableau
Partie inférieure du classement d’un championnat, généralement occupée par les équipes en difficulté, souvent menacées de relégation ou engagées dans une lutte pour le maintien.
Béton
Terme générique pour qualifier une tactique ultra-défensive. On dit d'une équipe qu'elle « bétonne ». Cette stratégie est utilisée en général lors des dernières minutes d'un match à fort enjeu par une équipe menant d'un but d'avance. L'origine de cette expression vient du matériau extrêmement solide, appelé béton, utilisé notamment dans la construction des ouvrages militaires défensifs comme les blockhaus.
 Bicyclette
Tir de volée en extension où l'impulsion et le tir sont réalisés avec la même jambe ; les 2 jambes se croisent alors dans les airs. La bicyclette retournée (tête en bas, amorcée dos au but) est généralement considérée[Par qui ?] comme le geste le plus spectaculaire du football. Ce geste fut popularisé (mais pas inventé) par le Brésilien Leônidas da Silva, meilleur buteur de la Coupe du monde 1938.

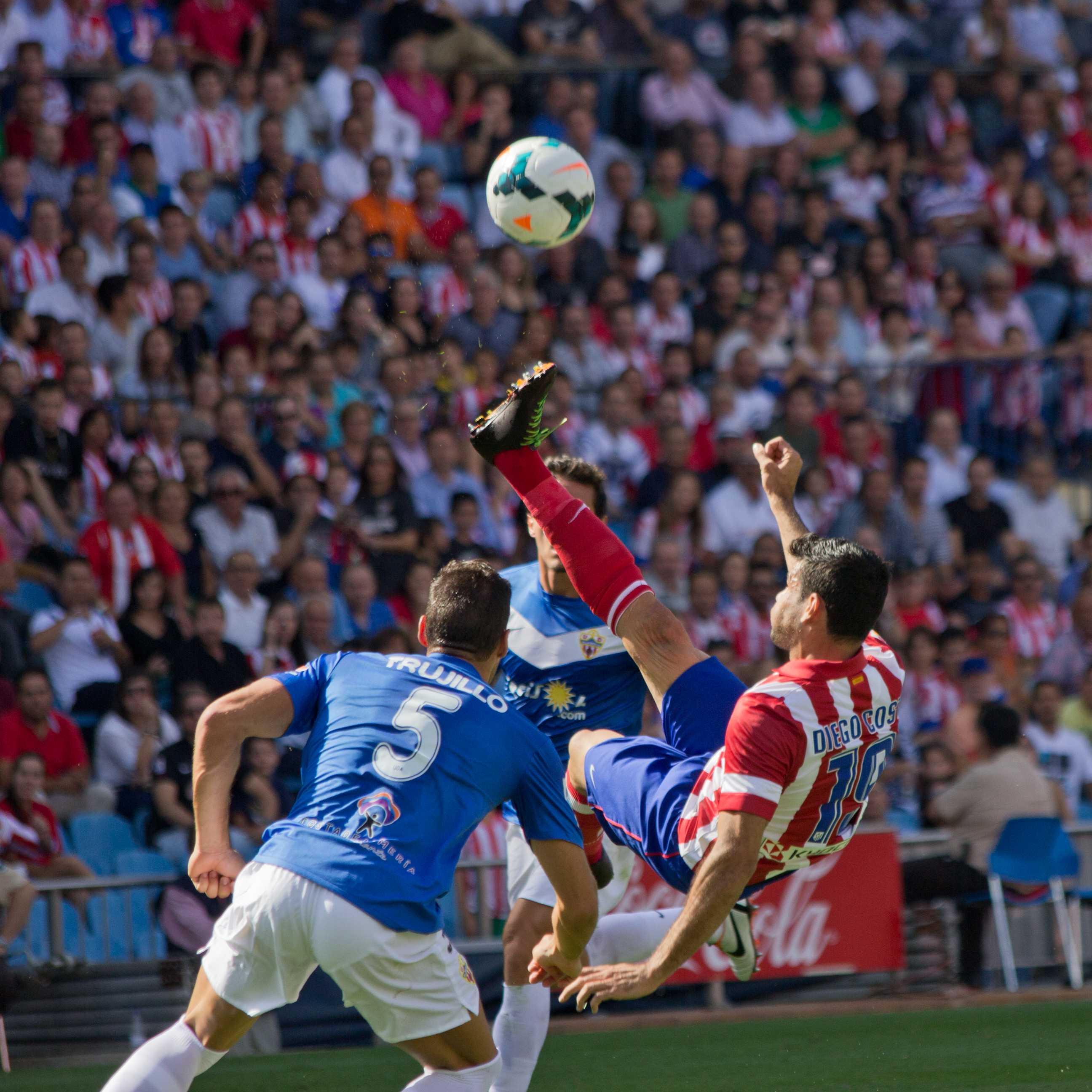
Diego Costa effectuant une bicyclette.

Bidone
Terme désignant en argot italien un joueur médiocre, surcoté, ne répondant pas aux attentes placées en lui.
Big six
Le terme Big Six désigne les six clubs (Arsenal, Chelsea, Liverpool, Manchester City, Manchester United et Tottenham) les plus puissants et influents du championnat d’Angleterre (Premier League), en raison de leur palmarès, de leur poids économique, de leur popularité mondiale et de leur présence constante dans les compétitions européennes.
Biscotte
Terme familier désignant le carton jaune que l'arbitre sort pour avertir un joueur fautif.
Bloc
Organisation collective d’une équipe sur le terrain, en particulier sa disposition défensive. Il s’agit de la manière dont les joueurs se déplacent ensemble, de façon compacte et coordonnée, pour contrôler l’espace, réduire les lignes de passe adverses et protéger leur but.
- Bloc haut: positionné près du but adverse, il permet un pressing agressif dès la relance.
- Bloc médian: placé autour de la ligne médiane, il vise à contrôler le centre du terrain et à intercepter.
- Bloc bas: replié près de sa surface de réparation, il favorise une défense regroupée et des contre-attaques rapides.

Boucher
Dans le jargon du football, un boucher est un joueur, généralement défensif, connu pour son style de jeu très agressif, rugueux voire dangereux, souvent à la limite (ou au-delà) de la régularité.
Bouffer la feuille de match
Expression utilisée lorsqu'un joueur rate une action de but facile, et que le match pourrait être perdu à cause de ce raté.
Boulet de canon
Tir puissant visant à marquer en force.
Box-to-box
Terme anglais désignant un type de milieu de terrain capable de couvrir de larges zones du terrain, allant de sa propre surface de réparation (« box ») à celle de l’adversaire.
Boxer
Action du gardien de but qui repousse le ballon avec les poings, généralement lors d’un centre, d’un corner ou d’un tir difficile à capter.
Brassard
Élément textile porté autour du bras qui identifie le capitaine d’une équipe sur le terrain.
Bundesliga
Le championnat allemand (littéralement, le terme signifie « ligue fédérale »). La deuxième division allemande s'appelle Bundesliga 2.
C'est également le nom du championnat autrichien, de moindre notoriété.
Bus devant le but
Placer le bus devant le but, cela signifie jouer à dix défenseurs. Cette expression caractérise des équipes qui font tout pour défendre et empêcher que l'équipe adverse ne marque.
But
Désigne l'action, qui consiste à faire passer le ballon au-delà de la ligne de but, entre les deux poteaux et sous la barre transversale, et qui est l'objectif d'une partie de football. Chaque but marqué rapporte un point à l'équipe qui a fait rentrer le ballon dans la cage adverse.
Le but (ou les buts) désigne également l'espace dans lequel le ballon doit rentrer pour marquer un point : une cage munie de filets et délimitée par les poteaux et la barre transversale.

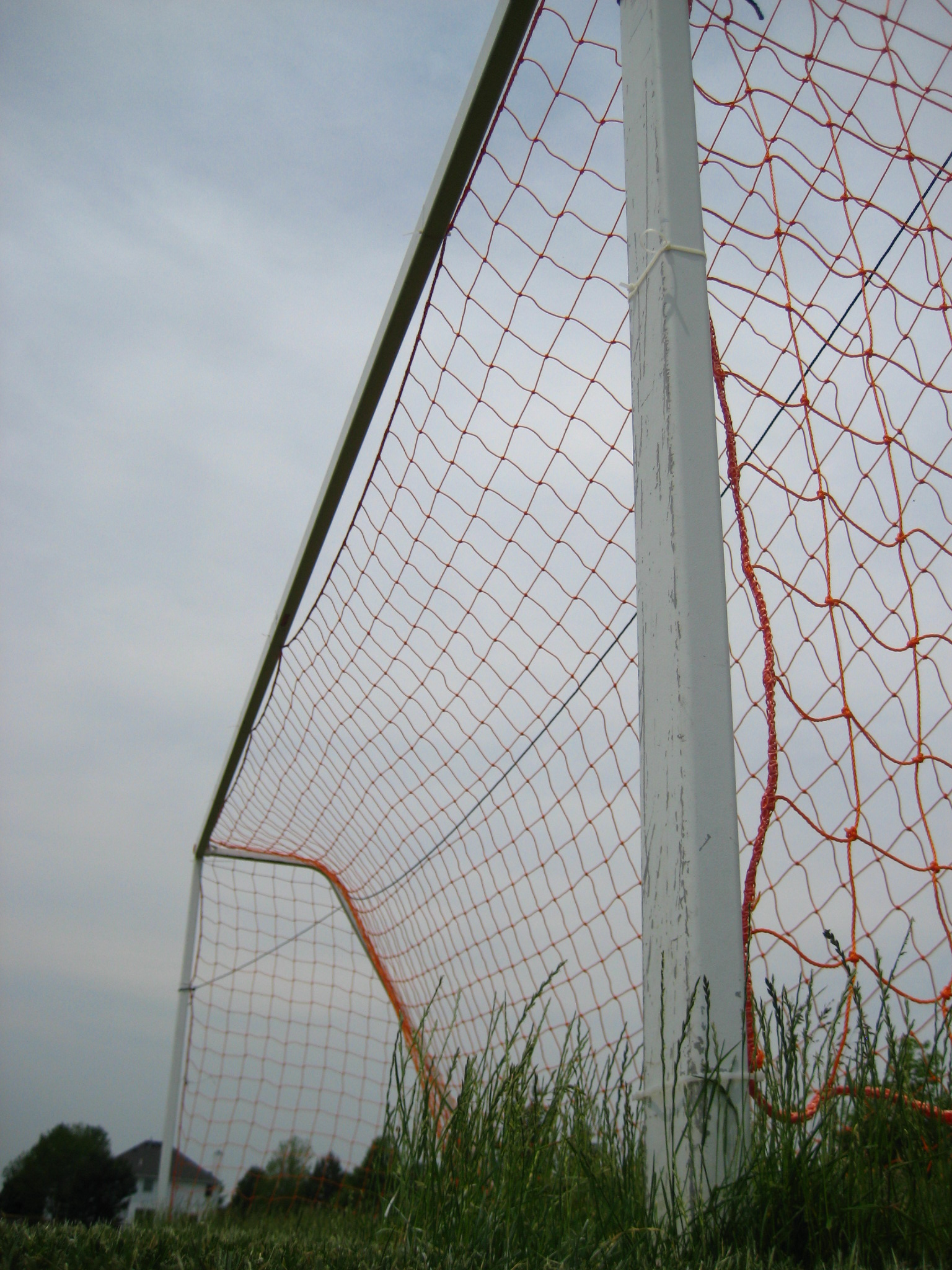
Une cage de but

But casquette
But encaissé de façon stupide ou insolite. L'expression tient son origine du but encaissé par le gardien de Southampton C. Jailin, en 1927 contre Hull City, à la suite de la chute de sa casquette sur ses yeux lors de la dernière minute du match. Son équipe perdit le match 1-0. L'incident se répéta plusieurs fois par la suite, et l'expression fut couramment employée pour désigner des buts encaissés de façon idiote.
 But en argent
Le but en argent sert à départager deux équipes au cours de la prolongation d'un match. Au terme de la première mi-temps de la prolongation, si une équipe mène au score, le match se termine et l'équipe qui mène remporte la partie. Si l'égalité subsiste, la seconde période est disputée. Si aucun but n'est marqué en prolongation, une séance de tirs au but permet de départager les équipes. Le but en argent a été introduit par l'UEFA le 15 mars 2002, avant d'être supprimé après l'Euro 2004 à la suite d'une enquête auprès des fédérations qui préféraient le retour à la prolongation en entier suivie éventuellement de la série de tirs au but.
 But en or
Le but en or sert à départager deux équipes et décider du vainqueur au cours d'une prolongation : le match se termine immédiatement dès qu'une équipe marque durant la prolongation. L'équipe prenant l'avantage au score grâce à ce but remporte donc la partie. Si aucun but n'est marqué avant la fin de la prolongation, une séance de tirs au but permet de départager les équipes. La règle du but en or est appliquée pour la première fois lors du Championnat du Monde Junior disputé en Australie en 1993 puis lors des tournois majeurs. L'International Football Association Board supprime cette règle le 27 février 2004.
But fantôme
Expression journalistique concernant une décision discutable d'accorder ou de refuser un but alors qu'il existe une incertitude sur le fait que la balle ait franchi intégralement la ligne de but. Ainsi un but fantôme peut concerner un but accordé alors qu'il y a des doutes ou une controverse s'il a bien franchi la ligne de but ou à l'inverse un but refusé alors qu'il a des doutes ou une controverse s'il n'a pas franchi la ligne de but. Le terme peut être aussi employé lorsque le ballon rentre dans le but à travers le filet de côté (déchiré ou mal accroché au sol) donc sans avoir franchi la ligne de but.
Le plus célèbre but fantôme est probablement le « but de Wembley », le but marqué par les Anglais contre les Allemands lors de la prolongation de la finale de la Coupe du monde de football de 1966. Pour faciliter l'arbitrage de telles situations, des technologies sur la ligne de but ont été développées. À la suite des polémiques sur les buts fantômes de la Coupe du monde 2010 (but non accordé aux Anglais face aux Allemands en huitièmes de finale) et de l'Euro 2012, la FIFA a mis en œuvre une telle technologie lors de la coupe du monde de 2014.
Buteur
C’est un joueur qui marque un but. Par abus de langage, le terme de buteur est parfois employé pour désigner un joueur évoluant au poste d'avant-centre, dont le rôle est en premier lieu de marquer des buts.

## C
Cador
Équipe de très haut niveau, reconnu pour sa puissance, sa régularité et sa capacité à dominer la compétition. Le terme est souvent utilisé pour qualifier les grands clubs.
Cadre
Désigne la zone délimitée par les poteaux et la barre transversale du but.
Café crème
Terme générique désignant un dribble ayant permis l'élimination rapide (et souvent un peu humiliante) d'un adversaire (par un passement de jambes, un petit pont, etc.).
Cafouillage dans la surface
Expression désignant une situation durant laquelle le ballon est à l'intérieur d'une des surfaces de réparation et n'est maîtrisé par aucune des deux équipes.
Calcio
Souvent utilisé à tort pour désigner le championnat italien, calcio est le mot italien pour parler du jeu de football.
 Capitaine
Le capitaine est le joueur chargé de commander et motiver l'équipe. Il porte un brassard qui le distingue des autres joueurs. Il choisit le terrain lors de l'engagement et reçoit le trophée s'il y en a.
Carré d'As
L’expression Carré d’As désigne de manière imagée et familière les quatre équipes qualifiées pour les demi-finales d’une compétition. Elle évoque un quatuor d’élite, souvent les meilleures équipes du tournoi encore en lice pour le titre. Voir demi-finale.
Carton jaune
Premier niveau de sanction individuelle délivrée par l'arbitre à un joueur, le second niveau est le carton rouge, synonyme d'expulsion définitive. Nonobstant la sanction individuelle, une sanction collective peut aussi être infligée à l'équipe du joueur sous forme d'un coup franc ou d'un penalty.
Carton rouge

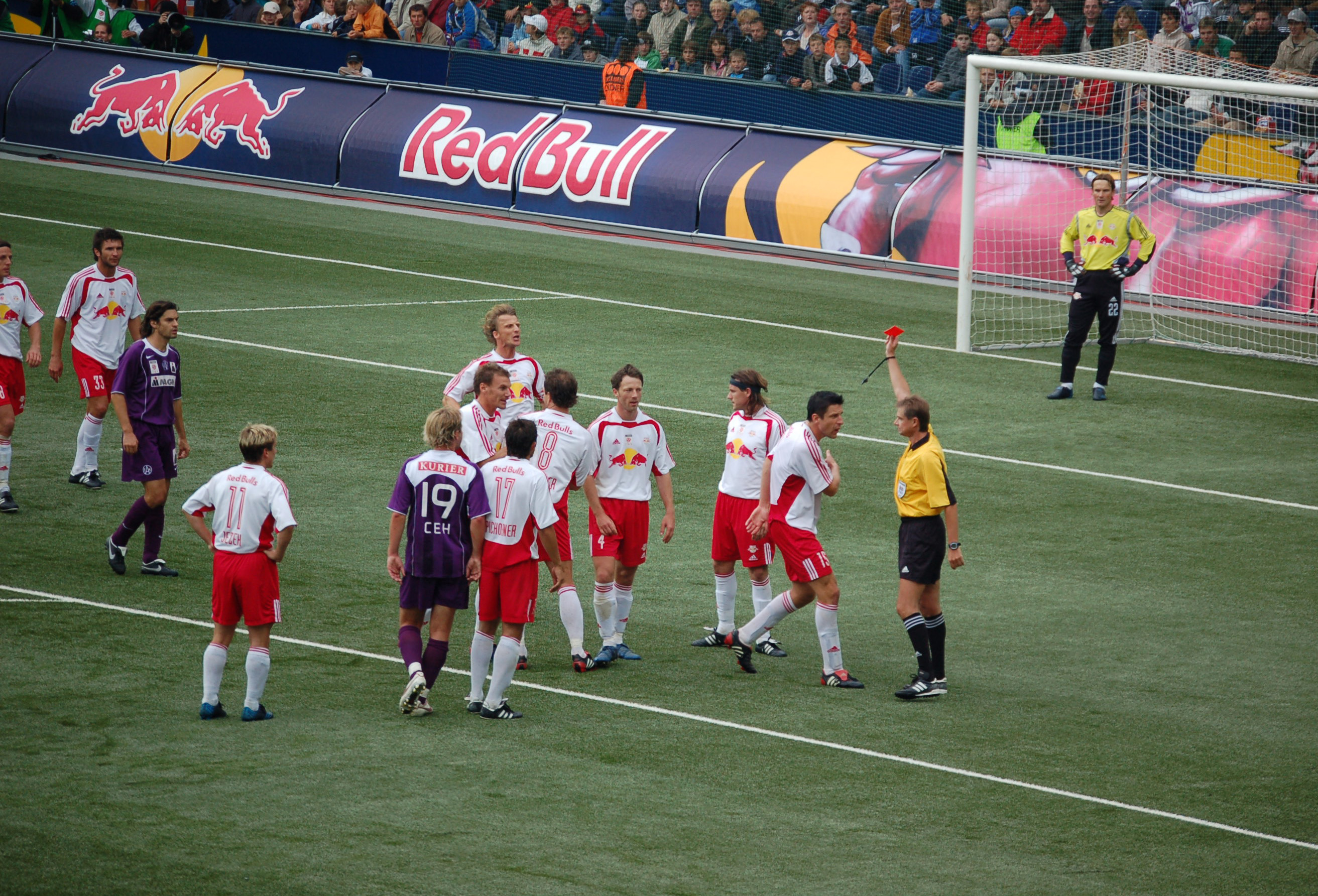
Un arbitre sanctionnant un joueur d'un carton rouge

 Signe matérialisant l'expulsion d'un joueur. Cette sanction individuelle est attribuée après qu'un carton jaune a déjà été donné au même joueur ou de façon immédiate après une action particulièrement violente (croche-pied devant le but...) ou illégale (violence sur le terrain, insultes...). Comme pour le carton jaune, l'équipe du joueur peut aussi être sanctionnée sous forme d'un coup franc ou d'un penalty.
Carton vert
Lorsque l'arbitre sort le carton vert, il autorise les médecins à venir sur le terrain. Le carton vert n'est plus utilisé par les arbitres (du moins dans le football professionnel) depuis 2003.
Casser le rythme ou briser le rythme
Stratégie consistant à ralentir ou interrompre volontairement le déroulement fluide du jeu, souvent pour gêner l’adversaire, faire retomber l’intensité ou gagner du temps.
Casser les reins
Dribbler son adversaire de manière spectaculaire de façon que celui-ci soit totalement hors d'état de récupérer le ballon (en tombant, en perdant le ballon de vue...).
Catenaccio
Terme italien (signifiant verrou) qui désigne un système défensif très rigoureux renforcé par un libéro.
Caviar
Passe décisive qui est synonyme de but facile pour le joueur placé en position de marquer un but.
 Centre
Consiste à envoyer le ballon dans la surface de réparation depuis les côtés pour chercher un attaquant, soit en l'air pour une tête, soit à ras de terre pour une reprise du pied. Les joueurs amenés à centrer régulièrement sont les ailiers et les arrières latéraux offensifs. Le centre est généralement déclenché après un débordement sur le côté. Il faut donc souvent dribbler son adversaire direct avant de pouvoir centrer.
Centre au cordeau
Centre parfait. Le cordeau est un outil de jardinier ou de maçon qui permet de tracer des lignes très droites.
Centre en retrait
Consiste à faire un centre dont la trajectoire va dans le sens opposé du but. Le centre en retrait est souvent fait à ras du sol et amène des situations particulièrement dangereuses car il prend à revers la défense et d'autre part permet au joueur qui le réceptionne de réaliser plus facilement un tir puissant et cadré.
Centre-tir
Action offensive où un joueur adresse un ballon depuis le côté du terrain (un centre), mais d’une manière qui ressemble ou se transforme en tir, volontairement ou non.
Chalaca
Voir bicyclette.
Challenge League
Championnat suisse de deuxième division.
Champion d'automne
Dans un championnat classique de type aller-retour, équipe arrivant en tête lorsque toutes les équipes se sont rencontrées une seule fois.
Championnat d'Europe ou Championnat d'Europe des Nations
Championnat continental des équipes nationales ayant lieu tous les quatre ans, à l'origine appelé Coupe d'Europe des nations pour le distinguer des autres compétitions européennes de clubs (voir coupe d'Europe).
Championnat national
Compétition de football organisée à l’échelle d’un pays, dans laquelle les clubs de ce pays s’affrontent au cours d’une saison pour remporter le titre de champion national. Généralement le vainqueur du championnat national de la première division  affronte le champion de la coupe nationale dans ce qu'on appelle la « supercoupe » nationale.
Charge
Action d'un joueur qui bouscule un adversaire pour l'empêcher d'avoir le ballon, et qui est sanctionné par une faute (la charge sur le gardien notamment). (Voir charge (définition 2.b) dans le dictionnaire du CNTRL).
Chauffer (ou cirer) le banc de touche
Le fait, pour un joueur, d'être la plupart du temps remplaçant.
Circuit
Séquence de jeu travaillée à l’entraînement, qui repose sur des enchaînements de passes, de déplacements et de mouvements précis entre plusieurs joueurs, dans le but de faire progresser le ballon ou de désorganiser l’adversaire.
Circuit de passe
Séquence de passes répétée et structurée entre plusieurs joueurs, souvent travaillée à l’entraînement, qui vise à faire circuler le ballon efficacement tout en respectant un certain schéma tactique.
Circuit préférentiel
Séquence de jeu régulièrement utilisée par une équipe, car elle s’adapte à ses forces collectives ou à certains profils de joueurs clés. C’est un schéma de passes et de déplacements privilégié, que l’équipe répète souvent pour progresser, attaquer ou désorganiser l’adversaire.
Ciseau
Frappe réalisée en extension avec un mouvement alternatif des deux jambes permettant d'assurer l'équilibre (voir bicyclette). Ce mouvement évoque celui d'une paire de ciseaux.
Classico
Nom donné au derby entre le Real Madrid et le FC Barcelone, les deux principaux clubs espagnols à la forte rivalité. Par extension (par les médias), il désigne maintenant d'autres matchs importants et attendus, par exemple en France Olympique de Marseille-Paris Saint-Germain en football ou en Belgique RSC Anderlecht-Standard de Liège. En français, l'orthographe originale « clasico » est souvent utilisée pour parler du match Real Madrid - FC Barcelone, alors que l'orthographe adaptée « classico » est utilisée pour le match Olympique de Marseille-Paris Saint-Germain.
Clássico Vovô o vovô de todos os clássicos
« Le grand-père de tous les classiques » en français.
Nom donné au Brésil au derby de Rio de Janeiro entre les équipes du Botafogo de Futebol e Regatas et du Fluminense Football Club. Il s'agit du plus vieux « classique » du Brésil, le premier ayant eu lieu le 22 octobre 1905 (victoire du Fluminense par 6 buts à 0). Au 23 septembre 2007, date de la dernière rencontre, 317 derbies ont été disputés, pour 116 victoires du Fluminense, 106 du Botafogo et 95 matches nuls.
Clause libératoire
Une clause libératoire (également appelée clause de résiliation ou release clause en anglais) est une disposition contractuelle figurant dans le contrat d’un joueur professionnel, qui fixe le montant précis auquel un club peut libérer un joueur de son engagement contractuel de manière anticipée.
Clime
Freiner ou refroidir l’enthousiasme des supporters par une action décisive dans le match, généralement un but marqué par l’équipe visiteuse qui fait tomber le moral des fans du club hôte.
Club des Cent
Le Club des Cent, ou Club van 100 en néerlandais, est un groupe honorifique composé des joueurs ayant disputé au moins 100 matchs officiels avec l’équipe première de l’AFC Ajax (championnat, coupes nationales et compétitions européennes incluses).
Coaching
Mot issu de l'anglais — littéralement une forme verbale du verbe « entrainer » — se référant à l'apport d'un entraîneur (ou coach en anglais) en cours de match, principalement via les changements de joueurs, pouvant aboutir à des changements de système ou de dynamique de l'équipe.
Coaching gagnant
Désigne une décision prise par l’entraîneur qui change positivement le cours d’un match, en contribuant directement à un résultat favorable, souvent une victoire.
Coaching payant
Désigne une décision tactique ou stratégique prise par l’entraîneur qui s’avère décisive et bénéfique pour son équipe au cours d’un match. Cela concerne souvent un changement de joueur (remplacement), un ajustement de système, ou une consigne spécifique, qui aboutit à un but, un retournement de situation ou une victoire.
Coiffeur
Joueur voué à être remplaçant la majeure partie d'une compétition. Selon Match du 18 octobre 1932, l'expression de « match des coiffeurs » fut forgée dans les tribunes du Stade de Saint-Ouen en référence à un match Racing-Arsenal programmé un lundi après-midi non férié. À l'observation : « Mais il n'y aura personne à cette rencontre ! » un spectateur lança : « Il y aura les bouchers et les coiffeurs. », le lundi étant traditionnellement en France le jour de fermeture des petits commerces.
Colmater
Dans le langage footballistique, colmater signifie combler rapidement une faille ou un déséquilibre dans le dispositif d’une équipe, en particulier sur le plan défensif. Cela peut se traduire par l’intervention d’un joueur qui vient boucher un espace laissé libre par un coéquipier ou freiner une offensive adverse dans une zone affaiblie.
Combinaison
Séquence de jeu mettant en scène plusieurs joueurs qui réalisent un jeu de passes propre à dérouter l'adversaire (par exemple, un une-deux). La combinaison peut se faire sur une action de jeu ou sur coup de pied arrêté (corner ou coup franc).
Compétition internationale
Épreuve sportive, culturelle ou académique qui regroupe des participants issus de plusieurs pays différents. C’est l’opposé d’une compétition nationale, qui se limite à un seul pays.
Composition
Dite « compo » dans le jargon, elle désigne la liste des joueurs titulaires et remplaçants choisis par l’entraîneur pour disputer un match. Elle inclut également le système tactique utilisé et parfois les rôles spécifiques attribués à certains joueurs.
Contre (ou contre-attaque)
Le contre est une action rapide, menée après l'avortement d'une attaque adverse, à la suite d'une interception. L'équipe qui contre fait face généralement à une équipe déséquilibrée, désorganisée car en phase d'attaque. Grâce au basculement soudain de l'organisation du jeu, l'objectif de l'équipe attaquante est alors de remonter la balle le plus rapidement possible en jouant dans les espaces vides de la défense adverse prise à revers.
Contre-appel
Action où le joueur lance un appel puis change radicalement le sens de sa course pour se libérer du marquage. On parle souvent d'appel/contre-appel.
Contre favorable
Le contre favorable est celui qui débouche sur la récupération du ballon dans les pieds de son adversaire en le contrant. Il est souvent provoqué par la détermination du joueur voulant récupérer le ballon.
Contre le cours du jeu
Action, souvent un but, qui survient alors que l’équipe qui marque était dominée, c’est-à-dire que la dynamique ou la possession du match allait en faveur de l’adversaire.
Contre-pied
Action offensive où le tireur trompe le gardien (ou le défenseur) en faisant partir le ballon dans la direction opposée à celle anticipée par l’adversaire.
 Contre son camp (c.s.c)
Terme employé lorsqu'un joueur fait entrer le ballon dans les buts de sa propre équipe, marquant ainsi « contre son camp ». Le joueur concerné est alors buteur pour l'équipe adverse. Une telle action étant involontaire, on accorde le but contre son camp au joueur fautif uniquement si celui-ci a fait entrer le ballon en changeant radicalement la course de celui-ci, par exemple sur un centre en retrait poussé dans ses filets par un défenseur, ou une balle déviée dont la trajectoire initiale partait en dehors du cadre. Une déviation légère du ballon, que ce soit par le gardien de but ou par un défenseur, n’est pas considérée comme un but contre son camp. Dans les faits, certaines situations donnent parfois lieu à interprétation, dans un sens ou dans l'autre.
Contrôle orienté
Contrôle de balle qui place le ballon dans la direction du futur déplacement du joueur, il permet de dribbler un adversaire ou d'accélérer le rythme.
Corner ou coup de pied de coin
Corner à la rémoise ou Corner en deux temps
Technique de tir de corner inventée par le Stade de Reims en deux temps à ras de terre, tiré du « jeu à la rémoise » des années 1950. Le ballon est d'abord passé à un coéquipier situé proche du tireur avant d'être éventuellement centré.
Coup de pied de coin provoqué lorsqu'un défenseur a touché en dernier la balle franchissant la ligne de but. Un joueur va donc tirer le ballon, ce dernier étant positionné dans le petit triangle au coin du terrain, le premier défenseur adverse doit se trouver à 9,15 m. En France, le terme de Corner, apocope du terme anglais corner kick est majoritairement employé, même si le terme exact est « coup de pied de coin »
Couloir

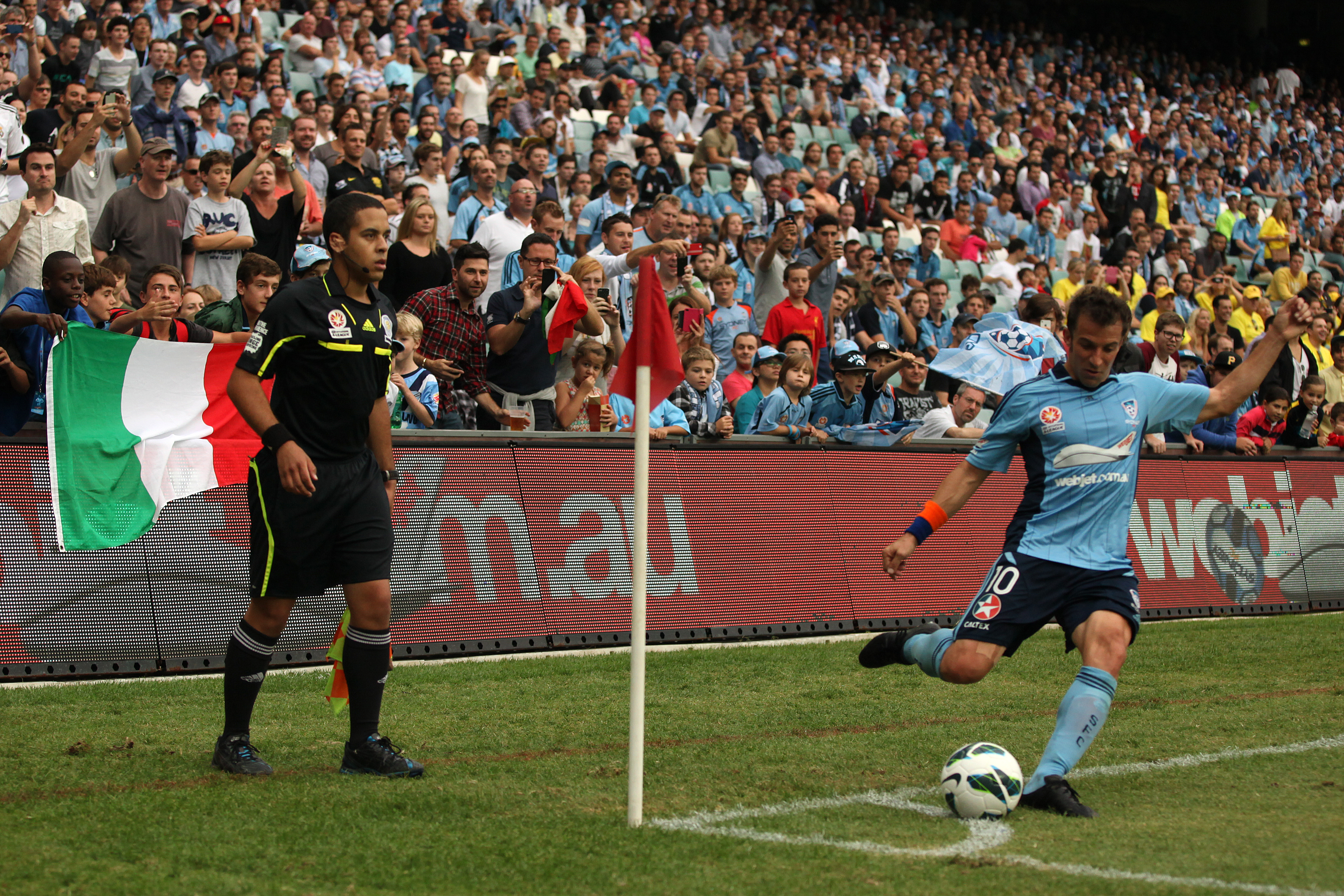
Alessandro Del Piero tire un corner.

Bande de terrain d'une dizaine de mètres de large située le long de la ligne de touche. Il y a un couloir droit et un couloir gauche. C'est là qu'opèrent en général les ailiers.
Coup de pied arrêté
Ensemble des reprises de jeu où le ballon est posé pour les effectuer : corner, coup franc, penalty... À noter que les touches sont considérées comme des coups de pied arrêtés.
Coup de sifflet final
Désigne trois coups de sifflet successifs portés par l'arbitre principal de la rencontre à l'issue du temps réglementaire (ou additionnel s'il y en a), au bout de la deuxième mi-temps du match (ou de la deuxième mi-temps de prolongation, voire des tirs au but, si le règlement de la compétition le prévoit), informant que le match est terminé et le score définitivement entériné sur le plan sportif.
Coup de rein
Mouvement explosif du bassin et des jambes qui permet à un joueur de produire une accélération brusque et puissante, souvent sur quelques mètre. Cette qualité physique est souvent déterminante pour faire la différence dans un duel, prendre de vitesse un adversaire ou créer un décalage.
Coup d'envoi
Coup de pied dans le ballon en direction de la moitié adverse permettant de débuter chaque période d’un match, chaque période des prolongations, et de reprendre le jeu après qu’un but a été marqué.
Coup-du-chapeau
Le fait, pour un joueur, de marquer trois buts consécutifs dans un match. En Angleterre , le Hat trick est juste un triplé.
Coup-du-crapaud ou Cuauhtémoc
Fait de passer ses adversaires en sautant avec le ballon tenu entre ses jambes. Rendu célèbre par l'attaquant mexicain Cuauhtémoc Blanco qui effectua ce geste contre l'équipe de Corée du Sud lors de la Coupe du monde 1998 en France.
Coup du foulard
Centre ou frappe effectué en frappant le ballon derrière sa jambe d'appui. Ce geste permet souvent de centrer avec son bon pied.
Coup du scorpion
Geste effectué en sautant et basculant, de façon à se retrouver presque en position horizontale, et en frappant alors le ballon avec les talons. Parfois réalisé avec un seul talon sans sauter. Rendu célèbre par le gardien colombien René Higuita.
Coup franc
Sanction collective pénalisant une faute. Les fautes mineures donnent lieu à un coup franc indirect, c'est-à-dire sans possibilité de tirer directement au but. Les coups francs directs, quant à eux, peuvent être tirés directement au but. Dans un coup franc les joueurs adverses doivent se trouver à une distance d'au moins 9,15 mètres du ballon au moment du tir, formant un mur. L'art du tireur de coup franc direct consiste à contourner le mur. Parmi les plus grands tireurs de coup franc, on peut citer Rivelino, Zico, Platini, Baggio, Gascoigne, Zola, Mihajlović, Higuita, Zidane, Beckham, Juninho, Del Piero, Ronaldinho, Roberto Carlos, Rogério Ceni, Gerrard, Pirlo ou encore Forlán. Aujourd'hui, Nakamura, Xavi, Sneijder, Cristiano Ronaldo, Messi ou encore Çalhanoğlu.
Coup du sombrero

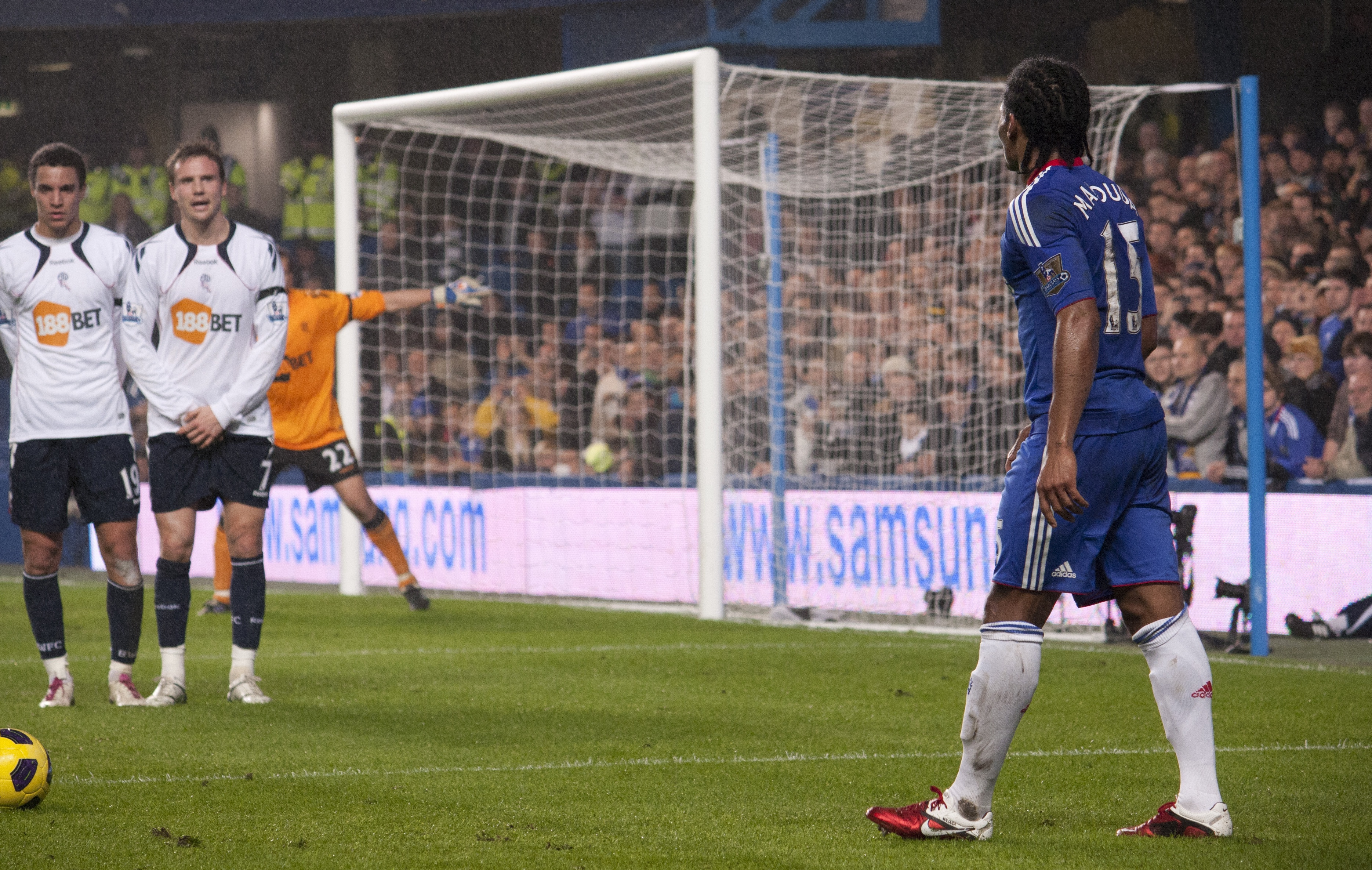
Florent Malouda tirant un coup franc.

Fait d'effectuer un petit lob par-dessus l'adversaire pour le passer.
Copa América
Compétition réunissant les équipes nationales du continent sud-américain, organisée tous les 4 ans.
Coupe continentale
Toute compétition de football organisée à l’échelle d’un continent, qu’elle soit réservée aux clubs ou aux sélections nationales. Ces tournois visent à désigner le meilleur club ou la meilleure nation du continent pour une période donnée (souvent annuelle ou quadriennale).
Coupe d'Europe 
Terme général désignant plusieurs compétitions internationales pour les clubs. Depuis la saison 1999/2000, le terme inclut la Ligue de Champions (aussi dite C1) et Ligue Europa (ou C3, anciennement Coupe UEFA). Une place parmi les meilleures équipes du championnat national (le nombre de places varie selon le pays), ou une victoire en coupe permet à un club de se qualifier pour l'une ou l'autre des compétitions la saison suivante. On peut parler dans ce cas de places européennes. Pour la compétition des équipes nationales, voir Championnat d'Europe.
Coupe aux grandes oreilles
Surnom populaire et imagé donné au trophée de la Ligue des champions de l'UEFA, en raison de la forme caractéristique de ses deux grandes anses latérales qui évoquent des oreilles.
Coupe des confédérations
Ancienne compétition internationale de la FIFA, créée en 1992 et disparue en 2019, qui habituellement se disputait dans le pays qui allait organiser la prochaine coupe du monde masculine. Elle servait ainsi de test pour les installations du pays hôte. Le tournoi réunissait normalement huit équipes, soit tous les champions continentaux en titre de chaque confédération (Europe, Asie, Amérique du Nord, Amérique du Sud, Afrique et Océanie), ainsi que l'équipe championne du monde en titre et l'équipe du pays organisateur.
Coupe du monde
Il s'agit du championnat du monde de football, compétition la plus prestigieuse réunissant les meilleures équipes nationales et organisée tous les 4 ans par la FIFA depuis 1930.
Coupe du monde des clubs
Compétition internationale officielle de football organisée par la FIFA, qui oppose les meilleurs clubs de chaque continent.
Coupe nationale
Compétition à élimination directe organisée à l’échelle d’un pays entier, ouverte à plusieurs clubs de différents niveaux (professionnels et amateurs). Généralement le vainqueur de la coupe nationale affronte le champion du championnat national de la première division dans ce qu’on appelle la « supercoupe » nationale.
Couverture de balle
Capacité d'un joueur à garder le ballon en se mettant en opposition entre celui-ci et son adversaire direct. Cette technique permet, dans les matchs importants, de perdre du temps et entre autres de provoquer la faute par suite de l'énervement de l'adversaire. Elle est illégale lorsque le joueur s'aide exagérément de ses bras pour écarter son adversaire, il s'agit alors d'une obstruction.
Coupeur de citron
Désigne un remplaçant, autrefois on servait un thé avec du citron lors de la mi-temps, donc celui qui ne jouait pas était préposé à la préparation du thé.
Crack
Terme familier, emprunté à l'espagnol, utilisé pour désigner un joueur exceptionnel, souvent jeune, qui combine talent brut, intelligence de jeu, efficacité et régularité à très haut niveau.
Crampon
Pointe métallique (parfois en plastique) sous la chaussure qui permet au joueur une meilleure adhérence sur la pelouse. Au pluriel, désigne par métonymie les chaussures utilisées pour jouer au football lorsqu'elles sont effectivement munies de crampons. Ex : chausser les crampons.
Crochet
Geste technique qui consiste à effacer un adversaire direct en déportant légèrement le ballon vers un côté puis en accélérant vers l'avant. Le crochet est dit intérieur ou extérieur suivant qu'il est réalisé avec l'intérieur ou l'extérieur du pied. Un joueur peut faire un double, triple crochet s'il déporte le ballon alternativement vers la gauche, la droite, la gauche, etc.
Crochet derrière la jambe d’appui
Le joueur pose le pied d’appui bien au-delà du ballon, pour effacer un adversaire direct en déportant légèrement le ballon vers un côté.
Croc-en-jambe (ou croche-pied)
Faute d'un joueur qui déséquilibre l'adversaire avec sa jambe, sans jouer le ballon.
Cuir
Synonyme journalistique du ballon. Cette terminologie provient du fait qu'autrefois les ballons étaient en cuir, matière qui a été remplacée depuis longtemps par des produits synthétiques : PVC ou polyuréthane.

## D
Dauphin
Équipe classée à la deuxième place d’un championnat ou d’une compétition, juste derrière le leader.
Débordement
Fait de passer la défense adverse par l'aile en la prenant de vitesse.
Décalage
Généralement une action collective destinée à créer un espace libre ou une supériorité numérique sur un côté du terrain, souvent grâce à une passe latérale ou en diagonale.
Déchet(s)
Terme utilisé pour désigner les erreurs techniques commises par un joueur ou une équipe pendant un match, comme des passes ratées, des contrôles manqués, des tirs hors cadre, ou des pertes de balle évitables.
Dédoublement
Action tactique offensive réalisée entre deux joueurs d’une même équipe, souvent sur un côté du terrain, où un joueur effectue une course de soutien autour du porteur du ballon, généralement dans le dos du défenseur, pour créer une solution de passe et déstabiliser la défense adverse.
Dégagement
Mettre le ballon en dehors de la zone défensive sous la pression de l'équipe adverse en le bottant loin vers l'avant.
Déjouer
Faire déjouer l'adversaire signifie empêcher l'équipe adverse de développer son jeu et de s'appuyer sur ses points forts, par exemple en isolant ses meilleurs joueurs ou en exerçant un pressing.
(se) Démarquer
Échapper à la surveillance de son adversaire direct, afin de n'avoir aucun adversaire dans sa zone. Cela permet de recevoir une passe d'un coéquipier librement.
Voir marquage.
Demi-volée
Frappe vers le but, sans contrôle, juste après que le ballon a fait un rebond. La reprise de volée, quant à elle, suppose que le ballon n'ait pas rebondi avant d'être frappé.
Derby
Dans son sens premier anglais, un derby est un match opposant deux équipes importantes, le local derby étant lui un match d'importance opposant deux clubs de la même ville. En français, le mot derby a pris ce dernier sens, sont ainsi des derbys les matchs Manchester United -Manchester City, Milan-AC-Inter de Milan, etc. En France, où il n'y a pas comme dans les autres grands pays européens du football, plusieurs clubs d'importance dans une même grande ville, le mot derby a alors désigné le match entre deux équipes dont les villes sont géographiquement proches et entre lesquelles il existait une rivalité historique (Saint-Étienne–Lyon, Lens-Lille, Rennes-Nantes). Ces dernières années, le mot a été un peu galvaudé et étendu à des matchs opposant des villes plus éloignées l'une de l'autre (« derby breton » pour Brest-Rennes, « derby de l'Atlantique » pour Nantes-Bordeaux, « derby de la Garonne » pour Bordeaux-Toulouse, etc.)
Dernier carré
Terme employé pour designer les « demi-finales ». Voir demi-finale.
Dernier défenseur
Joueur le plus reculé de la ligne défensive au moment d’une action adverse, c’est-à-dire le dernier joueur de champ situé entre l’attaquant et le gardien de but.
Dernier geste
Action finale décisive effectuée par un joueur dans une phase offensive, généralement à l’issue d’un enchaînement collectif ou d’une action individuelle. Il s’agit souvent d’une frappe au but.
Descente
Terme employé pour relégation. Voir relégation.
Détente
Capacité d'un joueur à sauter haut. Avoir une bonne détente est très utile sur les corners et les coups francs, pour un attaquant comme pour un défenseur, y compris le gardien, afin de ne pas se faire devancer de la tête.
Détourner
Signifie modifier la trajectoire du ballon volontairement, souvent dans un but défensif. Ce geste est généralement réalisé par le gardien de but ou parfois par un défenseur pour empêcher un tir cadré de se transformer en but.
Deuxième poteau ou second poteau
Partie du but située la plus éloignée du ballon au moment d’un centre, tir ou corner, généralement à l’opposé du tireur.
 (jouer en) Déviation
Jouer rapidement, en une touche de balle, directement vers un coéquipier. Le joueur se contente d'effleurer le ballon pour simplement dévier sa trajectoire.
Dévisser
Se dit d'un joueur qui manque complètement sa frappe au but ou sa passe à un équipier.
Dézonner
Désigne le fait pour un joueur de quitter temporairement sa zone de position habituelle sur le terrain pour participer au jeu dans une autre zone.
Directeur technique
Cadre supérieur au sein d’un club ou d’une fédération de football, chargé de superviser la stratégie sportive globale. Il occupe un rôle de coordination entre les différents niveaux (équipes de jeunes, staff professionnel, cellule de recrutement) et veille à la cohérence du projet sportif sur le long terme.
Dispositif
Manière dont une équipe est organisée sur le terrain, en particulier sa structure tactique et l’alignement de ses joueurs selon un certain schéma de jeu. Il est souvent utilisé comme synonyme de système ou de formation.
Domicile
Jouer à domicile signifie que l’équipe dispute le match sur son propre terrain, généralement dans son stade habituel et devant ses supporters. Cela s’oppose à jouer à l’extérieur, c’est-à-dire sur le terrain de l’adversaire.
(jeu) Dos au but
Style de jeu où un attaquant reçoit le ballon tourné vers son propre camp, donc le but adverse dans le dos. Il utilise son corps pour protéger le ballon, faire des remises ou attendre du soutien avant de se retourner ou de transmettre.
Doublé
1. Action d’un joueur qui marque deux buts au cours du même match.
2. Fait pour un club de remporter deux compétitions majeures au cours de la même saison. Par extension, elle signifie aussi le fait pour une sélection nationale de remporter deux compétitions internationales majeures consécutives, généralement la Coupe du monde et un championnat continental , sur un cycle rapproché.
Double confrontation
Terme employé pour match aller-retour. Voir match aller-retour.
Double contact
Dribble qui touche très rapidement le ballon deux fois, avec un seul ou deux pieds pour surprendre l'adversaire.
Double peine ou double sanction
Situation dans laquelle un joueur est à la fois exclu (carton rouge) et son équipe pénalisée par un coup de pied de réparation (penalty) pour une même infraction.
Double pivot
Disposition tactique au milieu de terrain, où deux milieux défensifs ou centraux évoluent côte à côte, généralement devant la défense, avec des rôles complémentaires de récupération, d’organisation et de relance.
Douzième homme
Le public ou les supporters d’une équipe, considérés comme un soutien si fort qu’ils représentent symboliquement un joueur supplémentaire sur le terrain.
Dribble
Désigne la conduite de balle au pied. Il consiste à frapper la balle sur une petite distance, à la récupérer du même pied ou de l'autre et à recommencer. Par extension c'est aussi le fait de passer un adversaire grâce à ce geste. L'archétype du dribbleur (c'est-à-dire celui qui est passé maître dans l'art du dribble) est l'ancien joueur brésilien Garrincha.
Duel
Opposition directe entre deux joueurs adverses, souvent dans une situation de confrontation physique ou technique.
Duel aérien
Affrontement entre deux joueurs qui tentent de gagner la possession du ballon dans les airs, généralement à la suite d’un dégagement, d’un centre, ou d’un long ballon.

## E
Effet

Mouvement de rotation que le joueur donne au ballon en le frappant et qui va modifier sa trajectoire. L'effet est souvent utilisé pour tirer les coups francs directs afin de contourner le mur.
Éliminer (un joueur)
Consiste à rendre un joueur ineffectif en le mettant hors de portée du ballon, souvent par un geste technique (par un dribble, un crochet ou une feinte par exemple).
Engagement
1. Le terme engagement désigne le coup d’envoi donné au centre du terrain pour démarrer une période de jeu, que ce soit au début de la première ou deuxième mi-temps, après chaque but marqué, ou au début d’une prolongation.
2. Par extension, « engagement » peut aussi désigner l’implication physique ou mentale d’un joueur dans les duels ou dans le jeu en général (ex. : un joueur très engagé dans ses interventions).
Entrée en lice
Moment où une équipe commence sa participation dans une compétition, généralement après un tour de qualification ou dès le début du tournoi. C’est le premier match officiel joué par cette équipe dans la compétition concernée.
Entraîneur
Un entraîneur est le responsable technique de l’équipe. Il a pour mission de préparer les joueurs physiquement, tactiquement et mentalement, en vue de la compétition. Il est en charge des séances d’entraînement, des choix tactiques, de la composition de l’équipe et des décisions pendant les matchs.
- Entraîneur principal: Responsable sportif numéro un d’une équipe. Il prend toutes les décisions techniques et tactiques majeures: choix des joueurs, composition de l’équipe, stratégie de jeu, changements en cours de match, etc. Il est aussi la figure centrale du staff technique.
- Entraîneur adjoint: Assiste l’entraîneur principal dans toutes ses missions. Il peut diriger certaines séances, proposer des analyses tactiques, suivre certains joueurs de plus près ou encore gérer la préparation spécifique (ex. : phases arrêtées, échauffements, analyse vidéo). Il sert aussi de relai entre le groupe et l’entraîneur principal.

Entrant
Joueur qui pénètre sur le terrain en cours de match pour remplacer un coéquipier, dans le cadre d’un remplacement autorisé par les règles.
Épaule contre épaule ou épaule à épaule
Contact autorisé entre deux joueurs, lorsqu’ils se disputent la possession du ballon côte à côte, chacun utilisant son épaule pour gêner ou résister à l’autre sans faire de faute.
Eredivisie
Le championnat des Pays-Bas de football de première division.
Espace
Zone libre du terrain, non occupée immédiatement par un joueur adverse, et donc propice à la progression du ballon ou à un déplacement offensif.
Essuie-glace
Succession de passes en avant et en arrière dans l'entre-jeu, destinées non pas à construire le jeu, mais à déconcerter ou à énerver l'adversaire, mais aussi parfois à gagner du temps. Il peut s'apparenter à de l'anti-jeu. Quand l'essuie-glace dure longtemps (plus de dix passes), le public facétieux le ponctue de « Olé » à chaque passe. Il tire son nom du mouvement alternatif de l'essuie-glace.
Excès d’engagement
Action trop agressive ou trop physique de la part d’un joueur, où l’intensité du duel dépasse les limites autorisées par le règlement. Il s’agit souvent d’un contact dangereux ou d’une tentative de récupération du ballon faite avec trop de force ou sans maîtrise.
Expulsion ou exclusion
Sanction individuelle prononcée par l'arbitre à l'encontre d'un joueur et signalée par un carton rouge. L'expulsion d'un joueur signifie qu'il n'a plus le droit de participer au match et doit quitter les abords immédiats du terrain. Il sera en outre suspendu au minimum pour un match. Un joueur est expulsé du terrain (expulsion directe) en cas de faute grossière ou de comportement violent ou grossièrement antisportif. Il est également expulsé du terrain s'il reçoit un deuxième avertissement (carton jaune) dans le même match. Voir carton rouge.
Extérieur
1. Frappe de ballon avec l'extérieur du pied (côté des petits orteils). Opposée à la frappe de l'intérieur du pied, elle a pour but de donner un effet « brossé » au ballon.
2. Une équipe joue à l'extérieur dans une compétition quand elle ne joue pas sur son propre terrain, mais sur le terrain de l'adversaire.
Espaldinha
Consiste à dévier ou contrôler la balle qui vous est lancée par le dos. Geste technique inventé par le joueur brésilien Ronaldinho.

## F
Face-à-face
Situation de confrontation directe entre un attaquant et le gardien de but, lorsque l’attaquant se retrouve seul ou quasi seul devant le but, sans défenseur interposé, avec une opportunité claire de marquer.
Farmers league
Expression péjorative utilisée pour désigner un championnat de football considéré comme peu compétitif, souvent dominé par un seul club ou réputé pour son manque d’intensité ou de niveau global.
Fair-play
Attitude de respect des règles, des adversaires, des arbitres et de l’esprit du jeu dans la pratique du football.
Fair-play financier
Le fair-play financier (ou Financial Fair Play, abrégé FFP) est un ensemble de règles économiques instaurées par l’UEFA pour encadrer les finances des clubs de football européens et garantir une gestion plus saine du football professionnel.
Faute
Geste contraire aux lois du jeu.
Faute tactique ou faute intelligente
Infraction volontaire commise par un joueur dans un but stratégique, le plus souvent pour interrompre une action dangereuse de l’adversaire, comme un contre rapide, sans forcément chercher à blesser.
Faux 9
Rôle offensif où un joueur, théoriquement placé en position d’avant-centre, décroche fréquemment vers le milieu de terrain au lieu de rester en pointe.
Faux rebond
Rebond imprévu ou irrégulier du ballon, généralement causé par un défaut du terrain (bosse, trou, irrégularité de la pelouse ou surface synthétique). Il perturbe la trajectoire normale du ballon, peut gêner le contrôle ou la frappe d’un joueur, gêne la lecture de trajectoire et la prise de balle du gardien.
Feinte de frappe
Amorcer une frappe de balle laissant penser à un tir ou à un centre pour finalement dribbler l'adversaire qui aura anticipé sur la frappe (en se protégeant notamment).
Fermeture
Un dispositif tactique est dit fermé s'il est tourné vers la défensive. Sinon il est dit ouvert. Voir verrou et catenaccio.
Feuille de match
Document officiel qui récapitule l’ensemble des informations essentielles relatives à une rencontre. Elle est validée avant le coup d’envoi par les officiels (arbitres et délégués) et les deux équipes.
Feuille morte
Frappe brossée dans laquelle le ballon donne l'impression de flotter dans l'air et redescend brusquement en fin de trajectoire.
FIFA
Fédération internationale de Football Association. C'est la fédération sportive internationale du football, du futsal et du football de plage. Association fondée en 1904 à laquelle sont affiliées les fédérations nationales de football, elle a pour vocation de gérer, de développer le football dans le monde et d'organiser les championnats du monde (coupe du monde) dans toutes les catégories (hommes, femmes, par classes d'âge).
Filet
Grillage souple qui ferme le but sur l'extérieur du terrain et retient le ballon qui y est entré. Le petit filet est la partie du filet qui se trouve sur les côtés du but.
Finale
Dernier match d'un tournoi, opposant les deux équipes encore en lice après l'élimination de toutes les autres. L'équipe qui remporte la finale est déclarée vainqueur du tournoi.
Flip flap
Aussi appelé l'Elastico ou la Virgule, est un geste technique consistant à faire passer le ballon sur l’extérieur du pied par un crochet extérieur et d’un mouvement très rapide le rabattre sur l’intérieur du pied. C'est le joueur Rivellino qui l’a effectué en premier en finale de la Coupe du Monde 1970. Dans les années 1980, Salah Assad, joueur algérien a perfectionné sa technique. Le geste est ensuite revenu dans le giron des Brésiliens grâce à Ronaldo et Roberto Carlos Ce geste technique fut popularisé par Ronaldinho dans les années 2000.
Football
Nom donné au sport collectif opposant deux équipes de 11 joueurs sur un terrain rectangulaire avec pour objectif de marquer des buts en envoyant un ballon dans le but adverse, principalement avec les pieds, sans usage des mains (sauf pour les gardiens de but dans leur surface). À l'origine appelé football association pour le distinguer des autres formes de football qui émergeaient au XIXe siècle avec des règles différentes, comme le football de Rugby.
Football champagne
L’expression « football champagne » désigne un style de jeu spectaculaire, offensif, créatif et plaisant à regarder. Elle évoque une manière de jouer qui privilégie l’attaque, le mouvement, les passes rapides et les gestes techniques, parfois au détriment de la prudence défensive.
 Foquinha
En français[réf. nécessaire] « dribble de l'otarie », il consiste à avancer tout en faisant rebondir le ballon sur sa tête plusieurs fois de suite à la manière d'une otarie, et en le maintenant en l'air pour que les joueurs adverses n'aient d'autre solution que de bousculer le joueur pour arrêter sa course, ce qui peut provoquer une faute. Il a été inventé par le Brésilien Kerlon, tandis qu'un autre Brésilien Pato le réalise non pas avec le front, mais avec l'épaule.
Forfait
Une équipe qui déclare forfait ou qui est déclarée forfait, renonce à participer à un match ou à une compétition. Un forfait est généralement sanctionné d'une défaite sur tapis vert avec un score forfaitaire qui peut varier et être par exemple de 2-0 (ancien règlement FIFA), de 3-0 (FIFA actuel, France), de 5-0 (Belgique), ou d'une exclusion de la compétition. Par extension, on dit qu'un joueur déclare forfait en cas de blessure qui lui fait manquer un match ou une compétition.
Formation
Ensemble des joueurs choisis pour débuter un match, accompagnée de leur disposition tactique sur le terrain.
Frappe enveloppée ou enroulée
Frappe du ballon en lui donnant de l'effet, c'est-à-dire un mouvement de rotation, qui fait tourner le ballon sur lui-même. Cette rotation combinée avec la résistance de l'air lui fait adopter une trajectoire curviligne (Effet Magnus). En général, ce geste est réalisé pour placer le ballon hors de portée du gardien de but et pour le rendre plus difficile à attraper à cause du mouvement rotatif du ballon. De plus, grâce à l'effet gyroscopique, la trajectoire du ballon est plus stable et moins aléatoire, quoique surprenante !
Frappe du cou-de-pied
Frapper le ballon avec le dessus du pied, ce qui donne une frappe sèche, sans effet : le ballon n'a aucune mouvement de rotation pendant sa trajectoire qui est donc en première approximation rectiligne (quoique formellement parabolique). Toute l'énergie de frappe du ballon se transforme en énergie de translation et n'est pas « gaspillée » dans l'énergie de rotation de celui-ci (avec les inconvénients d'une trajectoire moins stable). C'est la frappe puissante par excellence.

## G
Galácticos
Terme espagnol faisant référence à des joueurs vedettes de classe mondiale qui composent le secteur offensif de l’équipe d’un club, en particulier le Real Madrid.
Génération dorée
Période où un pays ou un club dispose d’un groupe exceptionnel de joueurs talentueux, souvent issus d’une même génération, et dont le potentiel collectif est élevé.
Glissement
C'est un moyen défensif pour assurer une couverture de balle organisée.
 Gardien de but, goal ou portier

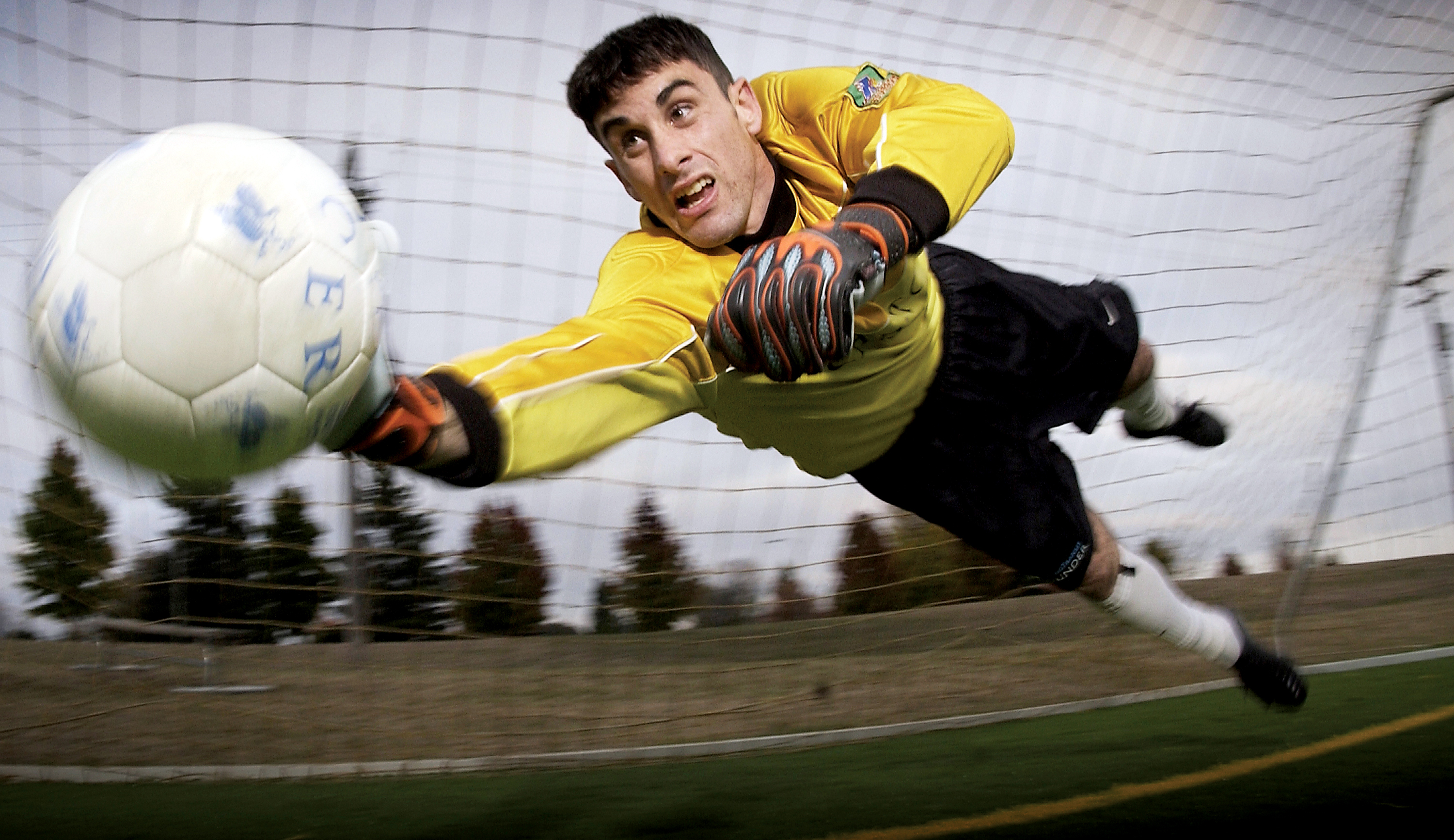
Gardien de but

 Joueur qui protège principalement les buts (cages). Il a le droit de se servir de ses mains dans la limite de la surface de réparation. Le gardien de but n'a pas le droit de prendre le ballon avec ses mains quand un joueur de sa propre équipe (ou lui-même) lui passe le ballon du pied (passe de la tête ou du torse autorisée). Le gardien de but ayant le privilège de pouvoir utiliser les mains, il porte un maillot de couleur différente de ses partenaires. On estime généralement qu'il n'y a pas de grande équipe sans un grand gardien. L'ancien gardien soviétique Lev Yachine est souvent considéré comme le plus grand gardien de l'histoire du football étant le seul joueur à ce poste à remporter un Ballon d'or. Il faut noter que dans le football moderne le gardien de but joue un rôle important dans la relance, par la pertinence de ses dégagements.
 Grand pont
Geste technique qui consiste à glisser le ballon d'un côté de l'adversaire, et à le récupérer après l'avoir contourné de l'autre côté.
Grande finale
Terme employé pour désigner « finale ». Ce terme à pour but de se distinguer de la « petite finale ».
Grinta
Terme italien qui désigne une attitude mentale de détermination extrême, de volonté farouche et d’engagement total sur le terrain.
Groupe de la mort
Nom que donnent les médias au groupe ou à la poule, en général lors des phases finales de Coupe du monde ou de coupes continentales, où se retrouvent des équipes de fort niveau et où donc tous les matchs risquent d'être accrochés. En général lors des phases finales de Coupe du Monde, le tirage au sort s'effectue de manière que les équipes les plus fortes ne se rencontrent pas (les équipes sont préalablement classées dans différents chapeaux de tirage en fonction de leur classement FIFA et des équipes d'un même chapeau ne peuvent pas se retrouver dans une même poule). Mais des mauvaises performances passées d'une équipe et le nivellement du niveau peuvent entraîner la présence de bonnes équipes dans les chapeaux de rang 2 ou 3 et donc rendre possible le tirage d'un « groupe de la mort ».

## H
Haut de tableau
Partie supérieure du classement d’un championnat, généralement occupée par les équipes les mieux classées, souvent en lutte pour le titre, les places qualificatives en compétitions européennes, ou une promotion pour la division supérieure.
Hocus Pocus
Geste technique : dribble consistant à faire passer le ballon en arrière du pied d'appui avec l'autre pied et le rabattre vers l'avant tout en gardant les jambes croisées (comme en coup du foulard). L'effet conduit à élever le ballon.
Homme du match
Distinction individuelle attribuée à la fin d’un match au joueur considéré comme ayant réalisé la meilleure performance durant la rencontre.
Homme en noir
Désignation imagée de l'arbitre (cela vient du fait que les arbitres, autrefois, portaient toujours un maillot noir).

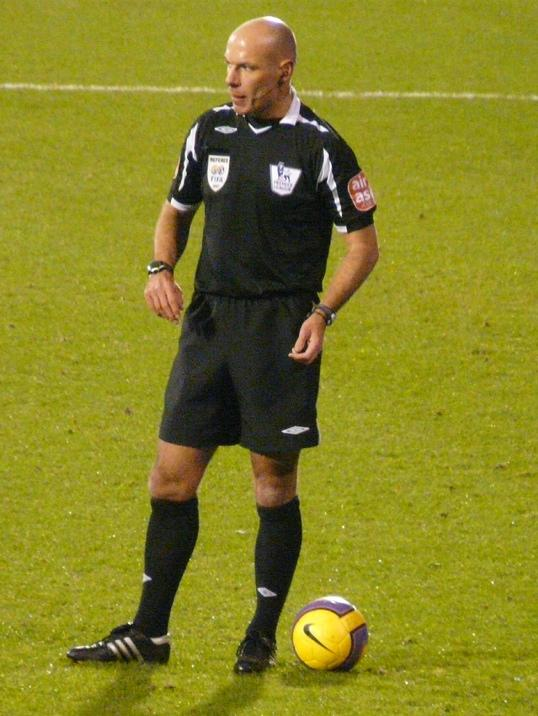
L'homme en noir

Hors-jeu
Un joueur est dit hors-jeu lorsque, au départ du ballon, il se trouve plus près de la ligne de but adverse qu'à la fois le ballon et l'avant-dernier défenseur (le gardien de but comptant comme défenseur).
Un joueur ne peut être hors-jeu dans sa moitié de terrain. Un joueur est dit en position de hors-jeu passif lorsqu'il se trouve effectivement en position de hors-jeu mais n'influence pas le déroulement du jeu.
Un joueur ne sera pas sanctionné hors-jeu sur un ballon reçu directement par une rentrée de touche, un coup de pied de but et un corner.
Hourra football
On parle de "hourra football" lorsque la partie est particulièrement décousue, sans action véritablement construite lorsqu'une équipe ou les deux équipes se livrent complètement avec enthousiasme, sans vraiment tenir compte d'une stratégie de jeu mais en espérant que la dynamique de motivation permette de faire la différence au score[réf. souhaitée].
Hold-up
Victoire (généralement en fin de match) d'une équipe dominée nettement durant tout le match.

## I
Intérieur
L’intérieur du pied désigne la surface de contact située sur la partie intérieure du pied, entre la base du gros orteil et la voûte plantaire.
Inversion
On parle d'ailier inversé — ou plus rare d'arrière latéral inversé — pour décrire un joueur évoluant du côté opposé à celui de son pied fort : un footballeur droitier évoluant à gauche et vice-versa. Cette inversion permet notamment au joueur de porter le ballon vers des zones plus centrales et de se mettre en position de tirer. L'emploi d'ailier inversé devient particulièrement populaire lors des années 2000, avec des joueurs comme Cristiano Ronaldo, Arjen Robben, Franck Ribéry ou encore Lionel Messi, là où la présence d'arrières latéraux inversés se répand entre autres précisément pour contrer les ailiers inversés qui repiquent vers le centre du terrain,.

## J
(se) Jeter
Action d’un joueur qui lance son corps en avant de manière rapide et souvent risquée, dans le but de tacler, intercepter, bloquer une frappe, ou dégager un ballon dangereux.
Jeu aérien
Ensemble des actions et stratégies impliquant le ballon dans les airs, que ce soit pour défendre, attaquer, ou conserver la possession. Il inclut les passes longues, dégagements, centres, duels aériens ou encore tirs et reprises de la tête.
Jeu haché
Terme utilisé pour décrire un match interrompu fréquemment (fautes, sorties de balle, arrêts de jeu…), ce qui empêche la fluidité et le rythme continu du jeu. Cela peut être causé par des fautes répétées, des blessures ou une volonté tactique de casser le tempo.
Joueur cadre
Joueur important de l’effectif, souvent expérimenté, influent dans le vestiaire et régulièrement titulaire. Il est considéré comme un pilier de l'équipe.
Joueur de champ
Tout joueur n'évoluant pas au poste de gardien de but.
Joueur libre ou agent libre
Joueur sans contrat avec aucun club, c’est-à-dire qu’il est libre de s’engager avec l’équipe de son choix, sans indemnité de transfert à verser à un club.
Jouer la montre
Lorsqu'une équipe tente de gagner du temps en cessant d'attaquer, en ralentissant le rythme, ou parfois en utilisant des techniques qui s'apparentent à de l'anti-jeu comme lorsque les joueurs ne font que des passes, lorsqu'un joueur gagne du temps quand il est remplacé, lorsqu'un joueur simule ou exagère une faute, ...
Jouer le hors-jeu
Provoquer volontairement une position de hors-jeu chez un adversaire, soit par un déplacement individuel, soit par un mouvement coordonné avec d’autres joueurs.
Jupiler Pro League
Le championnat de Belgique de football de première division.
Justesse technique
Capacité d’un joueur à exécuter avec précision et efficacité les gestes techniques, que ce soit dans la passe, le contrôle, le dribble, la frappe ou la conduite de balle.

## K
Kamikaze
Formation en 1-6-3 utilisée par l'équipe nationale japonaise en 1936. Grâce à cette formation, le Japon parvint à battre les favoris suédois sur le score de 3-2 aux Jeux olympiques de 1936, avant de s'effondrer face à l'Italie sur le score de 8-0. Mais le terme de kamikaze pour qualifier ce schéma de jeu ne fut donné que rétroactivement à la fin des années 1960 quand le 1-6-3 fut quelquefois repris par l'entraineur de l'équipe nord-américaine des Philadelphia Spartans.
Kick and Rush
Style de jeu britannique désuet, caractérisé par une approche directe et physique du jeu.
Klassieker
Le Klassieker est le derby opposant 2 des 3 grands clubs des Pays-Bas : l'Ajax Amsterdam contre le Feyenoord Rotterdam. Le Klassekier du 5 février 2006 (le 100e) a vu la victoire du Feyenoord Rotterdam 3-2 face à l'Ajax Amsterdam. À chaque Klassieker, des affrontements entre supporters ont lieu. Cette rivalité est d'une part une rivalité sportive datant des années 1960-1970. Et d'autre part, elle recouvre une rivalité culturelle et sociale. D'un côté les bourgeois d'Amsterdam contre les prolétaires de Rotterdam. La ville historique d'Amsterdam contre la ville moderne de Rotterdam.

## L
Laisser filer
Action d'un joueur qui consiste à ne pas capter une balle qui lui était destinée afin de la laisser à un partenaire dans le but de surprendre les adversaires.
Laxisme défensif
Manque de rigueur, d’agressivité ou de concentration dans les tâches défensives, qui laisse trop de liberté aux adversaires. Cela peut se traduire par un marquage lâche, un pressing insuffisant, ou des duels non disputés, facilitant les actions offensives adverses.
Leader technique
Joueur dont la maîtrise du ballon, la vision du jeu et les qualités techniques supérieures permettent de diriger le jeu de son équipe sur le terrain. Il est souvent le joueur-clé dans la construction des actions offensives.
Lever la tête
Expression utilisée pour désigner l’action d’un joueur qui, en pleine possession du ballon, lève les yeux pour analyser la situation de jeu autour de lui avant de prendre une décision. Voir prise d’information.
Lever le pied
Expression footballistique qui signifie réduire l’intensité ou l’effort dans le jeu, notamment en ralentissant le rythme, en jouant moins agressivement ou en étant moins engagé physiquement.
Libéro
Défenseur central qui a un double rôle. Dans une phase défensive, il n'est pas astreint à un marquage individuel strict (stoppeur) et il a donc la charge de couvrir l'ensemble de sa défense. Dans une phase offensive, le libéro a un rôle primordial dans la relance, car c'est lui qui choisit l'option d'attaque. Certaines tactiques récentes ont repris le terme de libéro du milieu pour désigner le milieu de terrain défensif ; c'est un abus de langage. Un libéro est derrière sa défense, tandis qu'un milieu défensif est devant celle-ci. La « défense en ligne » initiée par Arrigo Sacchi dans les années 1980, avec deux défenseurs centraux placés sur la même ligne défensive, a sonné la fin de ce profil de joueur incarné par Laurent Blanc ou Franz Beckenbauer. Aujourd'hui, on emploie[réf. nécessaire] parfois le terme de libéro pour désigner un des deux défenseurs centraux plus technique que l'autre, caractérisé par un sens supérieur du placement et de la relance du ballon vers l'avant.
Liga
Nom donné en France au Championnat d'Espagne de football.
Ligne de touche
Les lignes de touche sont deux lignes blanches qui limitent le terrain dans sa longueur et qui mesurent au minimum 90m et au maximum 120m.
Ligue 1
Championnat de France de première division. A remplacé l'appellation Division 1 (ou 1re division) en 2002, pour ressembler aux noms des autres grands championnats étrangers. Désigne aussi la première division ivoirienne.
Lob
Le lob est un geste récurrent dans les sports de ballon qui consiste à faire passer la balle par-dessus l'adversaire (équivalent du coup de pied à suivre en rugby). Dans le cadre du football, il faut passer le ballon par-dessus le gardien ou un défenseur pour soit marquer ou soit simplement continuer sa course.
Lois du jeu
Les lois du jeu constituent les règles du jeu au football. Éditées conjointement par l'IFAB et la FIFA, elles restent les plus simples possibles et sont souvent soumises à interprétation par le corps arbitral, et donc par les spectateurs.
Lucarne ou Lunette
Coin formé par l'angle entre le poteau et la barre transversale d’un but. Lieu le plus éloigné et le plus difficile à atteindre pour un gardien. Un but inscrit en envoyant le ballon dans la lucarne est particulièrement spectaculaire, car il demande de la part du joueur qui l'a tiré une grande précision et un bon coup d'œil. Lucarne est à l'origine un terme d'architecture qui désigne une baie verticale placée en saillie sur la pente d’une toiture. En revanche, lunette rappelle la forme en demi-lune de cet espace.

## M
Madjer
Une « Madjer » consiste à marquer un but en étant dos à la cage et en frappant le ballon avec le talon alors que le ballon est, au préalable, passé entre les jambes du joueur. Ce terme vient du joueur algérien Rabah Madjer, auteur d'un but contre le Bayern de Munich avec le FC Porto, lors de la finale de la coupe d'Europe des clubs champions de 1987. Il a, en effet, utilisé cette technique peu orthodoxe.
Maestria
Terme emprunté à l’italien signifiant « maîtrise ». En football, la maestria désigne l’art, le talent exceptionnel et la finesse avec lesquels un joueur contrôle le ballon, crée du jeu ou exécute des gestes techniques complexes avec élégance et efficacité.
Main
Terme employé pour qualifier les fautes où les joueurs font action de jeu avec une partie du membre supérieur (allant des doigts jusqu'aux épaules, épaules non comprises).
Main de Dieu
But marqué de la main en référence au but accordé à tort à l'équipe d'Argentine, parce qu'inscrit de la main par Diego Maradona, lors du quart de finale du Mondial 1986 au Mexique face à l'Angleterre. Celui-ci justifiera sa tricherie lors d'une conférence de presse d'après-match en déclarant « C'était la main de Dieu ». Il voulait par là dire que ce n'était pas à proprement parler sa main, mais celle du Créateur qui aurait marqué ce but. Il entendait qu'il s'agissait en quelque sorte d'un miracle. Les commentateurs supputent toujours pour savoir s'il le croyait vraiment ou s'il s'agissait d'un moyen d'échapper à des questions plus insidieuses.
Main ferme
Action du gardien qui attrape ou bloque le ballon solidement avec ses mains, sans le relâcher ou le laisser rebondir, afin de sécuriser le ballon.
Maintien
C’est le fait, pour un club, de terminer la saison hors de la zone de relégation et ainsi de conserver sa place dans le championnat actuel.
Man On
Expression empruntée à l’anglais (de « man on », littéralement « un homme sur toi ») utilisée pour prévenir un coéquipier qu’un adversaire est juste derrière lui et qu’il est donc sous pression.
Manager ou entraîneur-manager
Un Manager est une figure technique qui cumule les fonctions d’entraîneur principal et de gestionnaire d’effectif. Il ne se limite pas à la préparation tactique et aux entraînements, mais intervient aussi dans les décisions liées au recrutement, aux transferts, à la gestion du groupe et parfois à l’aspect institutionnel du club. Le mot manager vient de l’anglais, où il signifie gestionnaire.
Manita
Expression populaire dans le championnat de football espagnol pour désigner un match se terminant sur le score de 5 - 0. Les 5 buts représentent les cinq doigts de la main, le terme manita provenant de l'espagnol « main ».
Mano a mano
Terme espagnol signifiant « main à main ». En football, cela désigne un face-à-face direct entre deux joueurs, souvent entre un attaquant et un défenseur, ou un joueur face au gardien, où chacun tente de prendre le dessus dans un duel individuel.
Marabouter
Envoûtement pratiqué sur un joueur par un marabout (ou sorcier ou envoûteur) à l'instigation de quelqu'un qui veut que l'équipe du joueur en question perde.
Marquage
Marquer un joueur consiste à défendre sur lui pour l'empêcher de recevoir la balle. Le joueur (marqueur) a généralement un joueur (marqué) adverse précis à surveiller (à marquer), on parle alors de marquage individuel ou alors le joueur (marqueur) doit surveiller une zone spécifique du terrain, il s'agit alors de marquage de zone.
Match aller-retour
Rencontre disputée en deux matchs (aussi appelés double confrontation) entre deux équipes, généralement dans le cadre d’une phase à élimination directe.
Match d'ouverture
Premier match d'un grand tournoi. L'une des deux équipes est soit le tenant du titre, soit le pays hôte.
Match en demi-teinte
Rencontre où la performance d’une équipe ou d’un joueur est mitigée, ni vraiment bonne ni complètement mauvaise, avec des moments positifs mais aussi des erreurs ou un manque d’intensité. En d'autres termes, un match moyen, sans éclat ni grande déception.
Match nul
Quand un match se termine sur un score de parité.
Meneur de jeu
Le meneur de jeu est le joueur qui à un instant précis et dans une configuration donnée organise la tactique immédiate de l'équipe. Classiquement, en phase offensive, c'est un joueur placé en retrait des attaquants, proche du centre du terrain, qui est l'animateur du jeu offensif. Il doit faire le lien entre les joueurs défensifs et l'attaque, distribuer les passes et orienter le jeu.
Mercato
Période des transferts, habituellement avant la reprise de la saison et pendant la trêve hivernale. Le mot signifie « marché » en italien.
Mi-haute
Frappe face au gardien de but placée dans une zone du corps difficile d'accès pour le gardien. Elle se situe généralement entre le tibia et le dessus du genou afin que la frappe soit difficile à stopper et que le but soit facile.
Mi-temps
Pause entre les deux périodes de jeux de 45 minutes. Le terme désigne également chacune de ces deux périodes (première mi-temps, deuxième mi-temps, voire troisième et quatrième mi-temps dans le cas d'une prolongation). L'interruption du jeu dure 15 minutes entre la première et la deuxième mi-temps.
Milieu de tableau
Zone centrale du classement d’un championnat, occupée par des équipes ni en course pour les premières places, ni menacées par la relégation. Ces clubs se trouvent souvent dans une position stable, sans enjeu majeur immédiat.
Milieu récupérateur
Joueur placé devant la défense et qui doit contrer l'adversaire au milieu du terrain. Ce joueur est amené à ratisser le terrain et à couvrir beaucoup de distance, c'est une sorte de libéro du milieu. La récupération peut être confiée à un ou plusieurs milieux récupérateurs.
Moment de flottement
Courte période d’incertitude, de désorganisation ou de déconcentration au sein d’une équipe, souvent après une action marquante (but marqué, changement, coup de sifflet, etc.), durant laquelle elle devient vulnérable et peut encaisser un but.
Mondial
Abréviation utilisée pour désigner la Coupe du monde de football, organisée par la FIFA. Voir Coupe du monde.
Montant
Autre appellation des poteaux. Plus rarement utilisé.
Montée
Terme employé pour promotion. Voir promotion.
Mouchoir d'Adam
C'est l’action de se moucher en faisant pression avec un doigt sur une narine. L'origine vient d'Adam le premier homme du Livre de la Genèse de la Bible. D'après ce livre, Adam et Ève (la première femme) vivaient nus dans le Jardin d'Éden et n'avaient donc pas de mouchoir.
Mystifier
Tromper quelqu'un en abusant de sa crédulité. Un gardien de but peut être ainsi mystifié lorsqu'il encaisse un but auquel il ne s'attendait pas.

## N
Non-match
L’expression « non-match » désigne une rencontre au cours de laquelle une équipe (ou parfois les deux) ne parvient pas à jouer à son niveau habituel, n’offre aucune opposition réelle, ou passe complètement à côté de son sujet.

## O
O Clássico
Nom donné au derby qui oppose SL Benfica au FC Porto, une rivalité entre la capitale, Lisbonne, et la seconde plus grande ville du pays, Porto. Sur 240 matchs, 94 victoires pour Benfica, 91 pour le FC Porto et 54 matchs nuls.
Obstruction
Geste fautif consistant à s'opposer physiquement entre un joueur adverse et le ballon pour l'empêcher de s'en emparer. L'obstruction est systématiquement sanctionnée. Elle vaut souvent un carton jaune au joueur qui la commet, voire un rouge si elle est particulièrement violente ou si elle annihile une occasion manifeste de but.
Occasion manifeste de but
Situation de jeu très favorable où un joueur a une probabilité élevée de marquer, souvent en raison de sa position avancée, de l’absence ou de l’élimination du gardien ou de défenseurs, et de la proximité du but.
Officiel
Terme employé pour arbitre. Voir arbitre.
Old Firm
Nom donné au derby entre les deux grands clubs de Glasgow. Il oppose le club catholique du Celtic FC, proche de la communauté irlandaise au club protestant du Rangers FC, loyaliste à la couronne britannique.
Ola
Mouvement en forme de vague qui parcourt un stade, notamment un stade de football.
Onze de départ
Désigne les 11 joueurs titulaires choisis par l’entraîneur pour commencer un match.
Ordre de match
Terme utilisé pour désigner l’organisation chronologique des matchs dans une compétition (phase de groupes, éliminatoires, aller-retour…), ou l’affiche prévue entre deux équipes, notamment pour définir qui reçoit et qui se déplace.
Outsider
Équipe ou joueur considéré comme moins favori dans une compétition ou un match, mais qui dispose néanmoins du potentiel pour créer la surprise en battant des adversaires théoriquement supérieurs.
Ouverture du score
Premier but marqué dans un match.
Ouverture
Désigne une passe vers l’avant dans un espace libre. Un dispositif tactique est dit ouvert s'il est tourné vers l'offensive. Sinon il est dit fermé comme l'évoquent les termes verrou ou catenaccio.

## P
Panenka
Une Panenka est une manière de tirer un penalty inventée par le Tchèque Antonin Panenka, qui consiste à frapper le ballon doucement vers le centre du but, d'une pichenette, en pariant sur le fait que, généralement, le gardien plonge de façon anticipée sur un côté pour se donner plus de chance de détourner le tir. Antonin Panenka a réussi ce geste en finale de l'Euro 1976 contre l'Allemagne. Quoique d'aucuns[Qui ?] le contestent, car ils prétendent que le tir n'était pas centré mais était un contre pied sous la barre transversale, Zinédine Zidane a réussi une panenka en finale de la Coupe du monde 2006 face à Gianluigi Buffon.
Panna
Voir petit pont.
Papinade
Ce geste tire son nom de l'attaquant Jean-Pierre Papin. Contrairement à ce que beaucoup de gens pensent la papinade n'est pas un ciseau acrobatique mais une reprise de volée puissante du pied droit, depuis le côté droit de la surface de réparation, sur un centre en profondeur venant du côté gauche. Lors de victoire 1-0 contre Niort en 1988, pour le compte de la trente-quatrième journée au Vélodrome, Papin inscrit un but qui va changer beaucoup de choses pour les années à venir sur ses rapports avec le public marseillais. En effet, sur une longue ouverture de Bernard Genghini à destination de Jean-Pierre Papin à l'entrée de la surface de réparation, l'attaquant marseillais ne se pose pas de question et en pleine course il place une magistrale volée qui laisse pantois le gardien niortais, Franck Mérelle, qui ne peut esquisser le moindre geste. Alain Pécheral, journaliste à La Provence vient d'utiliser pour la première fois le terme de Papinade, en extase devant ce but sublime : «La Papinade ne s’explique pas, ne se programme pas, ne s’enseigne pas. Elle tient au bonhomme, à ses neurones, à cette étonnante relation affective avec le ballon qui permet au joueur de jauger, tel un ordinateur, la trajectoire, la vitesse, le "poids" de l’objet, et de traduire instantanément l’angle de frappe et le dosage de celle-ci.». La formule plait et ce qualificatif  est largement repris dans les travées du Vélodrome.
Parade
Intervention du gardien de but qui permet de détourner un tir cadré, empêchant ainsi un but.
Pasillo
En Espagne, désigne la haie d'honneur saluant l'équipe championne lors du match suivant le sacre.
Passe à dix
Faire tourner le ballon entre coéquipiers. Cela peut désigner une phase de possession d'une équipe qui n'arrive pas à se créer d'occasion, ou une volonté délibérée de priver l'adversaire de la balle. Ce qui peut devenir assez humiliant, surtout si le public s'en mêle en scandant olé ! à chaque passe. Aussi connue sous le nom de « jeu du chien ».
Passe aveugle
Faire une passe à un coéquipier tout en regardant dans une autre direction, afin de troubler l'adversaire.
Passe clé ou Passe-clé
Passe qui précède immédiatement une occasion de but ou une action dangereuse, sans nécessairement aboutir à un but.
Passe décisive
Dernière passe reçue par le joueur qui marque un but. Une passe est donc considérée comme décisive a posteriori si le joueur qui l'a reçue marque un but, sans avoir perdu ni passé le ballon entre-temps. Elle est comptabilisée statistiquement pour le joueur qui l'a effectuée : c'est à celui-ci que revient le mérite d'avoir placé son coéquipier dans une position favorable pour marquer.
Passe millimétrée
Désigne une transmission du ballon extrêmement précise, qui parvient exactement à l’endroit souhaité, souvent entre plusieurs adversaires ou dans une zone restreinte.
Passement de jambes
Dribble consistant à troubler l'adversaire en décrivant avec le pied un cercle autour du ballon mais sans le toucher. Spécialité des Brésiliens Ronaldo et Ronaldinho, ainsi que du Français Zinédine Zidane.
Pelouse artificielle ou pelouse synthétique
Une pelouse artificielle, pelouse synthétique, un gazon artificiel ou encore gazon synthétique est un revêtement de sol en fibres synthétiques conçu pour imiter l’apparence et le comportement d’une pelouse naturelle.
Pelouse hybride
Type de surface de jeu qui combine gazon naturel et fibres synthétiques.
Pelouse naturelle
Surface de jeu composée exclusivement de gazon vivant, cultivé et entretenu de manière spécifique pour répondre aux exigences du football professionnel ou amateur. C'est la surface historique et traditionnelle du sport.
Penalty ou coup de pied de réparation
C'est un coup de pied sanctionnant collectivement une faute commise dans la surface de réparation. L'exécuteur se trouve seul face au gardien, le ballon est placé sur le point du coup de pied de réparation à 11 mètres en face du centre des buts (voir la règle du penalty pour plus de précisions). Par extension, un penalty est qualifié de « généreux » par les commentateurs lorsque son attribution est sujet à litige et favoriserait de manière excessive l'équipe qui en bénéficie[réf. nécessaire], sinon il est qualifié de « mérité ».
Pépite
Mot familier utilisé pour désigner un jeune joueur très talentueux et prometteur.
Petit espace
Zone réduite, souvent entre plusieurs adversaires, notamment près de la surface de réparation ou en milieu de terrain dense. Jouer dans de petits espaces implique généralement une forte densité de joueurs, un manque de temps et de liberté de mouvement.
Petit filet
Zone latérale du but, située entre le poteau et le filet intérieur.
 Petit pont, parfois appelé n'zolo ou panna en Afrique (nutmeg dans les pays anglophones)
Consiste à faire passer le ballon entre les jambes d'un adversaire et à le récupérer.
Petite finale
Match opposant les deux perdants des demi-finales afin de déterminer le troisième du tournoi.
Phase arrêtée
Terme employé pour coup de pied arrêté. Voir coup de pied arrêté.
Phase de groupes ou phase de poules
L'expression « phase de groupes » ou « phase de poules » désigne un tour de compétition disputé en groupes au sein desquels les équipes se rencontrent toutes. L'expression résulte de la traduction de l'anglais « group stage », par opposition à « knockout stage » ou « KO stage » afin de marquer une distinction entre les matchs joués en groupe et ceux à élimination directe au cours d'une même compétition.
L'usage de cette expression, encore totalement inconnue au début des années 1990, a été popularisée par la Ligue des Champions de l'UEFA, où la dite phase de poules est le tour de compétition le plus important en nombre de participants et de matchs disputés. Son usage s'est ensuite progressivement et lentement propagé vers les autres compétitions au point de devenir incontournable. L'expression moderne phase de groupes (ou de poules) utilisée dans le cadre d'une phase finale de compétition est de fait synonyme de premier tour, dès lors que ce premier tour est effectivement disputé en groupes, ce qui est bien le cas par exemple pour la Coupe du monde ou le Championnat d'Europe des nations.
Phase de jeu
Séquence identifiable d’un match correspondant à un type d’action ou de situation bien précis (ex. : attaque placée, contre-attaque, coup de pied arrêté, relance, etc.).
Philosophie de jeu
Ensemble des principes, idées et intentions tactiques qui guident la manière dont une équipe aborde ses matchs. Elle reflète la vision de l’entraîneur sur la meilleure façon de jouer et de gagner.
Physionomie du match
Terme utilisé pour décrire le déroulement global d’un match, en tenant compte de la domination d’une équipe, du rythme, de la possession, des occasions créées, des temps forts et faibles, ainsi que des tournants du match. Elle donne une vision d’ensemble de "comment" s’est joué le match, au-delà du seul score final.
Pichenette
Geste technique consistant à pousser le ballon d'un coup de pied de faible amplitude. En fait, d'après le dictionnaire du CNTRL une pichenette est un « coup léger imprimé du bout du/des doigt(s), pour projeter quelque chose ou en signe de dérision ».
Pichichi
Nom donné au meilleur buteur du championnat d'Espagne. Vient du surnom de Rafael Moreno Aranzadi, buteur célèbre.
Piège du hors-jeu
Tactique défensive qui consiste à faire monter volontairement la ligne défensive au bon moment pour placer un attaquant adverse en position de hors-jeu lorsqu’il reçoit le ballon.
Piquette
1. Frappe de balle rapide, sans élan et sans amplitude visant à lober un adversaire le plus souvent couché ou en train de l'être. Le plus souvent exécutée par un mouvement de la jambe seule (sans mouvement de cuisse) ou de la cheville seule.
2. Grosse défaite, match perdu avec un gros score.

Piston
Joueur évoluant sur les côtés dans un système avec trois défenseurs centraux (comme un 3-5-2 ou un 3-4-3), et qui a pour mission d’assurer à la fois les tâches défensives d’un latéral et les montées offensives d’un ailier. Il anime tout le couloir, en montant et redescendant constamment.
Play-off
Le terme play-off (play-offs au pluriel) est un anglicisme qui désigne un tour de compétition spécial sous la forme d'une série éliminatoire. Il peut se traduire différemment en français, selon le cas.
Dans certains championnats, les play-offs désignent la phase terminale de la compétition voyant uniquement s'affronter les meilleures équipes de la saison régulière pour le gain d'un titre, une qualification en coupe d'Europe, etc.. Play-offs reste couramment utilisé en français dans ce cas.
Il se traduit par le terme « barrage » lorsqu'il concerne des équipes qui disputent au moins un tour de qualification supplémentaire, alors que toutes les autres équipes en ont terminé à ce stade (soit qualifiées, soit éliminées).
Il se traduit également par le terme « barrage » lorsqu'il concerne des équipes s'affrontant en fin de saison de championnat pour obtenir une montée en division supérieure ou éviter une relégation.
Il se traduit par l'expression « match d'appui » lorsque cela concerne une rencontre supplémentaire entre deux équipes qui se sont déjà affrontées mais restent encore à départager.
Plongeon (Plonger)
Geste consistant à sauter à l'horizontale pour attraper le ballon. Le gardien effectue un plongeon pour attraper ou détourner du but un ballon hors de portée. Un joueur de champ peut également plonger pour atteindre le ballon de la tête, on parle alors de "tête plongeante".
Pointu
Frappe de balle avec le bout du pied (la pointe) qui n'est pas considérée comme une partie 'noble' pour frapper la balle (contrairement au plat du pied, à l'intérieur ou à l'extérieur du pied). Un tel tir se traduit par un ballon partant tout droit. Les buts marqués par un pointu sont souvent des buts en bout de course, où les attaquants se jettent en espérant frapper la balle.
Pont
Voir petit pont et grand pont.
Portier
Synonyme de gardien de but.
Possesion de balle
Temps pendant lequel une équipe contrôle le ballon durant un match.
Possession de balle stérile
Domination dans la possession du ballon sans réelle progression offensive.
Poteau rentrant
On dit qu'il y a poteau rentrant lorsque le ballon frappe le poteau du but avant de rebondir en rentrant dans le but lui-même. De la même façon, on parle de transversale rentrante si le ballon rebondit sur la barre transversale avant de rentrer. À l'inverse, il y a poteau sortant si le ballon, heurtant le poteau, est repoussé en dehors du but.
Poule
Une poule (pool en anglais) est un groupe au sein duquel plusieurs équipes se rencontrent. En général, les poules réunissent un nombre réduit d'équipes, souvent 4, mais cela peut aussi être 3, 5, 6 ou plus. Selon le format de compétition, les équipes se rencontrent chacune une ou deux fois (matchs simples ou matchs aller-retour). Ce terme est une francisation de l'anglais pool qui était lui-même une anglicisation d'un vieux terme français (attesté dès 1655), qui signifie dans ce contexte sportif une épreuve dans laquelle chacun des adversaires individuels ou chacune des équipes se rencontrent successivement.. La FIFA a notamment pendant longtemps préféré l'usage du terme de « poule » à celui de « groupe » pour la compétition de la coupe du monde (jusqu'à la fin des années 1950).
Pousser
Pour une équipe menée au score, s'efforcer de marquer coûte que coûte en jouant d'une manière extrêmement offensive. Voir une équipe pousser en fin de match est en général spectaculaire car le ballon est constamment aux abords de la surface de réparation, ce qui rend un but possible à tout instant, soit de l'équipe qui presse, soit de celle qui est pressée, par une contre-attaque rapide faute de défenseurs adverses repositionnés.
Première intention
Signifie qu’un joueur enchaîne immédiatement une action technique (passe, tir, centre, etc.) dès la réception du ballon, sans le contrôler au préalable.
Premier League
1re division du championnat anglais.
Premier poteau
Partie du but située la plus proche du ballon au moment d’un centre, d’un corner ou d’un tir, généralement du côté du tireur.
Préparateur physique
Membre clé du staff technique chargé de la condition physique des joueurs. Il conçoit et supervise les programmes d’entraînement visant à améliorer l’endurance, la puissance, la vitesse, la récupération et la prévention des blessures.
Pressing (pression)
Terme anglophone tactique qui signifie que l'équipe essaie de harceler l'adversaire en possession du ballon afin de le récupérer le plus vite possible et d'éviter de se mettre en danger. Cependant, une équipe qui presse risque de se faire prendre en contre. Qui plus est, le pressing épuise rapidement les joueurs qui l'exercent, ce qui le rend difficilement praticable pendant tout un match. Terme lié à la récupération. Pressing est le participe présent du verbe anglais « press » qui signifie « presser ».
Le terme de « contre-pressing » — ou gegenpressing dans sa forme allemande — évoque lui l'idée de tenter de récupérer la balle peu après l'avoir perdue, afin de rapidement bénéficier d'une nouvelle occasion offensive,.
Prêt
Mise à disposition temporaire d’un joueur par son club à un autre club pour une période déterminée. Le joueur reste officiellement sous contrat avec son club d’origine, mais joue provisoirement pour le club emprunteur.
Prise d’information
Action d’un joueur qui observe son environnement (coéquipiers, adversaires, espaces, ballon) avant ou pendant qu’il reçoit le ballon, afin de prendre la meilleure décision possible (passer, dribbler, se déplacer, tirer, etc.).
Pro League
Première division du championnat de Belgique professionnel
Profondeur
Utilisation de l’espace situé derrière la ligne défensive adverse, dans le but de progresser vers le but ou de désorganiser la défense adverse.
Progression (du jeu)
Ensemble des actions qui permettent à une équipe de faire avancer le ballon vers le but adverse, que ce soit par la conduite de balle, la passe, ou le mouvement collectif.
Projection
Déplacement offensif d’un joueur, souvent un milieu de terrain ou un défenseur, vers l’avant pour participer à une phase offensive ou pour soutenir l’attaque.
Prolongation
Période de temps supplémentaire en cas d'égalité entre deux équipes lors d'un match qui doit avoir un vainqueur. La prolongation est une période de deux fois quinze minutes. Il existe plusieurs types de prolongation selon les compétitions (voir « but en or », « but en argent »). En cas d'égalité à l'issue de la prolongation, on procède généralement à une séance de tirs au but.
Promotion
Montée dans une division supérieure, le plus souvent pour le ou les premiers d'une division au terme d'une saison ou de play-offs.

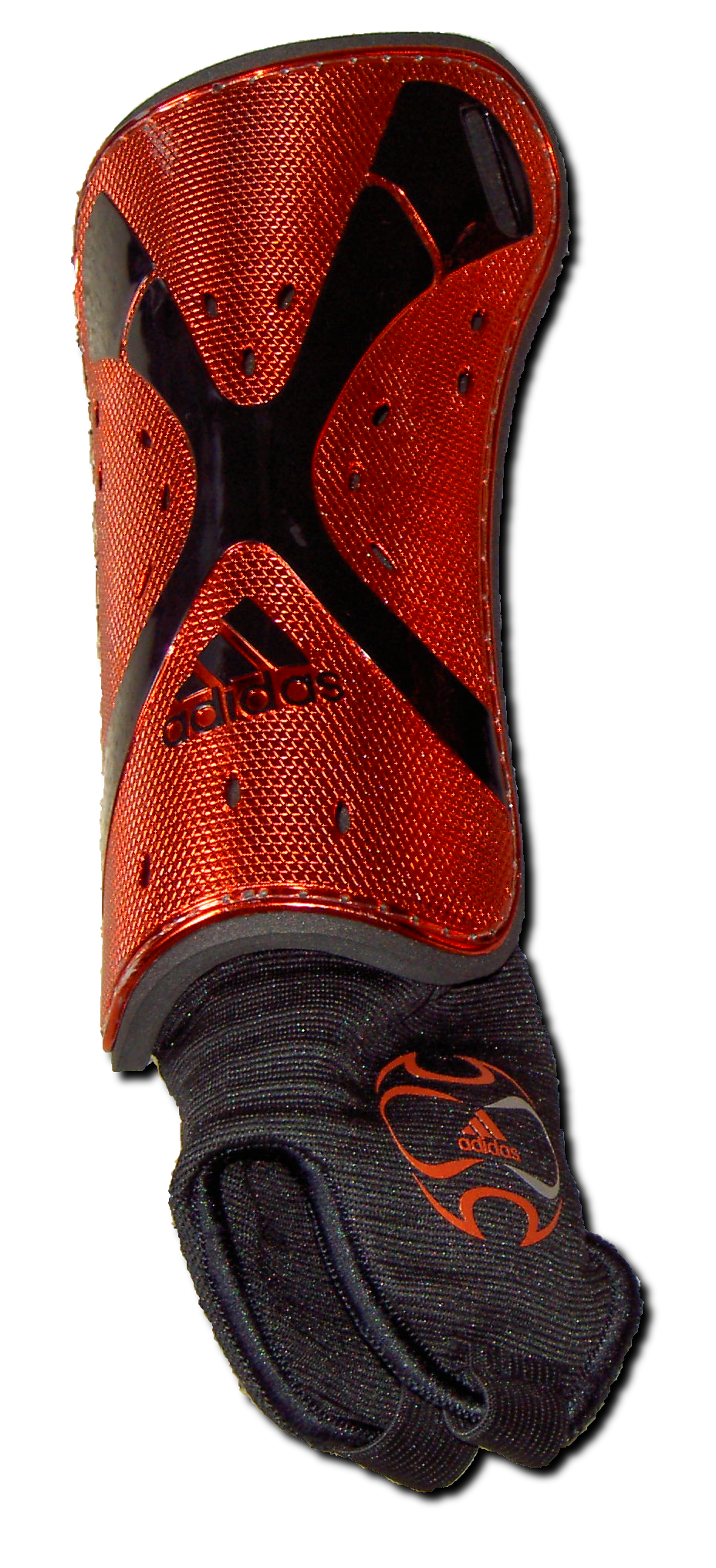
Protège-tibia pour jouer au football (européen)

Protège-tibia
Plaque de protection portée sur les tibias pour amortir les chocs directs. Le protège-tibia est obligatoire.

## Q
Quatrième arbitre ou quatrième officiel
Arbitre désigné lors de certaines compétitions pour remplacer l'arbitre principal (ou l'un de ses assistants) en cas de besoin (si celui-ci se blesse, par exemple). Outre cette fonction, il a comme tâches principales durant le match de surveiller le comportement des entraîneurs et d'autres membres d'une équipe sur le banc de touche, et de signaler les remplacements ainsi que le temps additionnel (en général au moyen d'un panneau lumineux).

## R
Raccroc (but de)
But faisant suite à une action hasardeuse, malchanceuse ou litigieuse. Vient de raccroc.
Raid solitaire
On parle de raid solitaire lorsqu'un joueur dribble plusieurs joueurs puis finit par battre le gardien généralement en étant parti du milieu de terrain.
Rappel à l'ordre
Intervention verbale de l’arbitre destinée à avertir un joueur ou un groupe de joueurs sans lui infliger de sanction disciplinaire officielle (carton jaune ou rouge). Il s’agit d’un avertissement oral, souvent utilisé pour calmer les esprits ou prévenir un comportement fautif.
Ras-du-sol ou ras de terre
Action effectuée au niveau du sol, c’est-à-dire avec un ballon qui ne quitte pas ou très peu la surface du terrain.
Râteau
Geste technique consistant à « tirer » le ballon vers soi à l'aide de la semelle pour empêcher le défenseur adverse de s'emparer du ballon. Ce geste est souvent accompagné d'une accélération immédiate, le joueur adverse ne se trouvant plus sur ses appuis. Robinho et Claude Makelele sont friands de ce genre de geste. Le mot râteau vient de l'outil de jardinage qui sert ramasser des feuilles ou des mauvaises herbes en raclant une bande large.
Réalisme
Capacité d’une équipe ou d’un joueur à convertir un maximum d’occasions en buts, même en ayant peu d’occasions ou de possession.
Rechute
Désigne le fait pour un joueur de se blesser à nouveau, généralement à la même zone que lors d’une blessure précédente, avant une guérison complète ou peu après un retour à la compétition.
Récupération
Terme faisant référence à la tactique et regroupant toute action visant à reprendre possession du ballon. La tâche des joueurs destinés à la récupération est de se repositionner défensivement, de couper les possibles transitions entre joueurs adverses, de les presser pour récupérer le plus rapidement et le plus haut possible (au sens qu'ils doivent être le plus près possible du but adverse) la balle afin de pouvoir attaquer dans des conditions optimales.
Regista
Milieu de terrain chargé de distribuer le jeu depuis une position reculée, souvent placé devant la défense. Ce terme italien signifie littéralement « régisseur ».
Relance
Action par laquelle une équipe recommence à construire le jeu depuis sa zone défensive, généralement après avoir récupéré le ballon. Elle peut être réalisée par le gardien de but, les défenseurs ou les milieux, et peut se faire au pied ou à la main.
- Relance courte: passes courtes, jeu au sol, souvent utilisé pour construire depuis l’arrière.
- Relance longue: dégagements ou passes directes vers l’avant, pour sauter des lignes.
- Relance rapide: pour exploiter une transition offensive (souvent après une récupération haute ou un arrêt du gardien).

Relégation
Descente dans une division inférieure, le plus souvent pour la ou les dernières équipes d'une division au terme d'une saison.
Remontada
Expression espagnole, popularisée par le match FC Barcelone vs PSG (2017), signifiant remontée. Une remontada est donc un exploit, lorsqu'une équipe après une lourde défaite lors d'un match aller, remonte le score au match retour et parvient à se qualifier pour le tour suivant. Une remontada est souvent associée à la coupe d’Europe.
Remplaçant
Joueur qui prend la place d’un autre joueur de l’équipe sur une décision de l'entraîneur. Un remplacement se fait après blessure d'un joueur, pour modifier le schéma tactique, pour redonner du souffle à l'équipe grâce à un joueur qui n’est pas fatigué, pour faire sortir un joueur dont l'entraîneur est mécontent. Le championnat français de Ligue 1 autorise chaque équipe à effectuer jusqu’à 5 remplacements par match. Ces changements peuvent être réalisés en 3 occasions, avec une possibilité supplémentaire à la mi-temps. Un joueur qui a été remplacé ne peut plus revenir sur le terrain. (Lois du Jeu 2023/24 | Loi 3 | Joueurs)
Renard des surfaces
Vocable désignant un buteur, souvent expérimenté, capable de saisir l'occasion de marquer dans une surface. Le renard est un animal considéré comme rusé. L'image évoque donc la capacité du joueur à bien se placer (d'où le qualificatif « des surfaces »), à se faire oublier, à se faufiler et à marquer. Des joueurs tels Rudi Völler, David Trezeguet, Filippo Inzaghi, Ruud van Nistelrooy, Delio Onnis, Gerd Müller, Pedro Miguel Pauleta, Hakan Şükür, Miroslav Klose, Adrien Hunou ou encore Olivier Giroud sont d'illustres représentants de l'attaquant dit "à l'ancienne".
Repli
Action d’une équipe, ou d’un joueur, qui revient rapidement en défense après avoir perdu le ballon, afin de reformer un bloc défensif et de fermer les espaces à l’adversaire.
Reprise de volée
Frappe du ballon qui vient vers un joueur avant qu'il ne retombe au sol. Ce geste donne des buts spectaculaires[réf. nécessaire] : voir notamment les papinades de Jean-Pierre Papin. La reprise de volée de Zinédine Zidane en finale de la Ligue des Champions 2002 ou celle de Marco van Basten en finale de l'Euro 1988 sont des exemples de reprises de volée ayant marqué l’histoire du football[réf. nécessaire]. Dans la demi-volée, le ballon a rebondi avant d'être frappé par le joueur. D'après la dictionnaire du CNTRL, la volée est le fait d'être transporté en l'air d'un point à un autre en s'y maintenant momentanément en suspension. La reprise de volée est donc une frappe pendant la « volée » du ballon.
Retour (match)
Deuxième match d’une double confrontation entre deux équipes, après le match aller.
Retourné acrobatique
Voir bicyclette.
Revierderby ou Derby de la Ruhr
Match entre le Borussia Dortmund et le FC Schalke 04 dans le championnat allemand.
Rideau
Structure défensive organisée destinée à bloquer les attaques adverses. Il peut s’agir d’un rideau défensif (formé par la ligne arrière) ou d’un rideau au milieu de terrain, également appelé rideau intermédiaire, qui freine ou canalise la progression adverse avant la défense.
Rivalité
Opposition marquée, historique ou culturelle entre deux clubs, deux sélections nationales, ou même deux joueurs. Elle est souvent nourrie par des enjeux sportifs fréquents, des proximités géographiques, ou des différences sociales, culturelles ou politiques.
Roulette
Geste technique, parti du dribble. Double contact enchaîné avec le ballon en rotation pour éliminer un défenseur sans perdre de vitesse en décalant sa course d'un mètre environ. Dans l'élan de la course, le joueur commence par mettre un pied sur le ballon pour stopper sa course, puis pose ce même pied au sol. Il prend alors appui pour effectuer un rotation complète pendant que le 2e pied ratisse le ballon (pose le pied dessus et le fait rouler vers l'arrière, au moment où le joueur fait dos à son défenseur), grande spécialité de Zinédine Zidane. Ce terme fait référence au jeu de la roulette joué dans les casinos dont le mouvement de rotation évoque ce geste.

## S
Sacoche
Se dit d'une frappe extraordinairement puissante en direction du but dans l'intention de marquer.
Saison
Ensemble de matches d'un championnat.
Saison régulière
Dans un championnat ponctué de play-offs, la saison régulière est la première partie du championnat au cours de laquelle toutes les équipes s'affrontent en aller-retour.
Sauvetage
Action défensive cruciale visant à éviter un but, que ce soit par un tacle, un contre, une tête ou un dégagement effectué dans une position délicate. Il ne s’agit pas d’un arrêt du gardien, mais d’une action venant d’un joueur de champ.
Savonnette
Lorsqu'un gardien de but qui pense saisir le ballon le laisse glisser dans ses buts ; balle qui échappe à un joueur. L'expression vient du fait qu'une savonnette, surtout quand elle est mouillée, est très difficile à saisir.
Sélectionneur
Pour une équipe nationale c'est la personne qui choisit les joueurs qui formeront l'équipe en fonction d'une organisation tactique et des joueurs disponibles les meilleurs et les plus aptes à mettre en œuvre cette organisation. Souvent c'est la même personne qui joue le rôle d'entraîneur.
Série A
Soit le championnat d'Italie de football de première division, soit le championnat du Brésil de football de première division. Voir la page d'homonymie Série A .
Schéma
Désigne le plan tactique global adopté par une équipe, c’est-à-dire sa structure de jeu et la manière dont les joueurs sont positionnés et organisés sur le terrain, aussi bien en attaque qu’en défense.
Scudetto
Terme signifiant écusson en italien. En football, le scudetto fait référence au drapeau italien que l'équipe victorieuse du championnat d'Italie[réf. nécessaire] gagne le droit de porter sur son maillot tout au long de l'année suivante. Gagner le scudetto signifie donc remporter le championnat.
Semelle
Mettre la semelle signifie jouer de manière dure, brutale, avec l'intention de faire mal à l'adversaire. Le fait étant que sous la semelle, la présence de crampons favorise les coups violents.
Simulation
Geste par lequel un joueur fait croire à une faute commise sur lui. En général, il tombe au sol comme s'il avait été accroché, afin d'obtenir un coup de pied arrêté ou un penalty.
Slalom
Action individuelle au cours de laquelle un joueur dribble plusieurs adversaires consécutifs, en changeant rapidement de direction, à la manière d’un skieur entre les piquets.
Soccer
Nom donné au football en Amérique du Nord. Ce nom de « soccer » est dû à la déformation progressive au début du XXe siècle aux États-Unis de l'appellation anglophone association football (football association en français, les mots sont inversés) qui a été contractée à l'usage en « assoc' ». Ce diminutif a finalement abouti au terme soccer. Le terme de football reste par ailleurs préférentiellement utilisé dans les îles britanniques, la Nouvelle-Zélande et gagne en popularité en Australie.
Sortant
Joueur qui quitte le terrain en cours de match, généralement pour être remplacé par un joueur entrant lors d’un remplacement.
Sortir (sur un joueur)
Action d’un défenseur ou du gardien de but qui avance rapidement pour aller à la rencontre d’un attaquant adverse, généralement dans le but de l’empêcher de progresser, de contrôler le ballon, ou de tirer au but.
Sortie de balle
Phase de jeu où une équipe, depuis sa propre zone défensive, organise la relance pour remonter le ballon vers l’avant, souvent en s’appuyant sur la passe, la mobilité des milieux et la maîtrise technique des défenseurs.
Sortie de banc
Entrée d'un joueur en cours de match à la suite d'un remplacement.
Sortie de but ou renvoi aux 6 mètres
Reprise de jeu accordée à l’équipe défensive lorsque le ballon a entièrement franchi la ligne de but, sans qu’un but ne soit marqué, et qu’il a été touché en dernier par un joueur de l’équipe attaquante.
Soulier d'Or
Distinction individuelle décernée chaque saison au meilleur buteur des championnats européens de première division.
Soupirail
Coins en bas du but, au ras des poteaux. En architecture le soupirail est une ouverture pratiquée à la partie inférieure d’un édifice, pour donner un peu d’air et de jour à une cave, à un sous- sol.
Soutien
Désigne pour un attaquant le fait de redonner le ballon en arrière à un milieu afin de construire. C'est l'inverse du jeu en appui.
La « spéciale »
Désigne un geste dont un joueur maîtrise parfaitement le mouvement. On dit qu'il fait sa « spéciale » (Zidane et sa roulette, la frappe enroulée de Thierry Henry, etc.)
Staff technique
Ensemble des professionnels encadrant une équipe de football sur le plan sportif. Il entoure l’entraîneur principal et contribue à la préparation, la performance et le suivi des joueurs, aussi bien sur le plan physique, tactique que mental.
Stoppeur
Dans un système en 4-4-2, défenseur central évoluant devant le libero
Superclásico
Nom donné au derby entre les clubs argentins de Boca Juniors et River Plate, tous deux basés à Buenos Aires. Sur 326 matchs, 120 victoires de Boca, 102 de River et 104 matchs nuls.
Supercoupe
Compétition organisée à l’échelle nationale ou continentale, opposant les vainqueurs des deux compétitions majeures de cette même échelle.
Super League
Championnat suisse de première division.
(être) Sur le toit de l’Europe
Cette expression signifie qu’un club (ou une sélection) a remporté la plus prestigieuse compétition européenne dans sa catégorie, souvent la Ligue des champions pour les clubs masculins ou féminins.

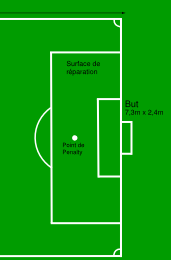
Surface de réparation
 La surface de réparation désigne la zone du terrain dans laquelle une faute commise par un défenseur sur un attaquant adverse entraîne un penalty (coup de pied de réparation), c’est-à-dire réparation de la faute. Elle délimite également la zone du terrain où le gardien est autorisé à jouer le ballon de la main. Elle est apparue dans les règlements en 1902. Sa profondeur est de 16,5 m, sa largeur est de 40,5 m. Réparation signifie « rétablir sa vigueur première » (v. 1370), puis il a un sens juridique apparu en 1538, et de là une spécialisation en sport dès 1906.
(faire du) Surnombre
Signifie qu’une équipe mobilise intentionnellement un plus grand nombre de joueurs dans une zone donnée du terrain, afin de créer un avantage numérique face à ses adversaires.
Système
Désigne l’organisation tactique de l’équipe sur le terrain, souvent exprimée sous la forme d’une série de chiffres représentant la répartition des joueurs par ligne (ex. 4-3-3, 3-5-2, 4-2-3-1). Il s’agit d’un cadre collectif que les joueurs respectent en phase offensive comme défensive.
Système préférentiel
Désigne la disposition tactique favorite d’un entraîneur ou d’une équipe, celle qui est le plus souvent utilisée car elle correspond aux qualités des joueurs et à la philosophie de jeu voulue. C’est le schéma tactique de référence, celui dans lequel l’équipe est le plus à l’aise et le mieux rodée.

## T
(du) Tac au tac
Riposte rapide, souvent dans un contexte de réponse immédiate à une action, une parole ou une attaque. C’est une réaction rapide et directe, parfois même sur un ton de confrontation.
Tacle
Voir tacle et tacle glissé.
De l'anglais to tackle, « plaquer ». Manœuvre utilisée pour déposséder, à l'aide d'un coup de pied, un joueur adverse de son ballon. S'il a pour effet de toucher le joueur et non le ballon, s'il est fait par derrière, visiblement en retard ou avec les deux pieds décollés du sol, le tacle est sanctionné d'une faute, voire d'un carton jaune, ou rouge.
Talonnade
Geste technique (dribble, passe ou tir) effectué avec le talon.
Tap-In
Terme emprunté à l’anglais qui désigne un but marqué très facilement, souvent à bout portant, dans une cage quasiment vide, généralement à la suite d’un centre, d’un tir repoussé ou d’une passe décisive proche du but.
Tapis vert
Désigne une victoire ou une décision prise en dehors du terrain, par les instances dirigeantes du football, souvent à la suite d’un litige, d’un forfait, ou d’une infraction réglementaire (joueur inéligible, irrégularité administrative, incident grave…).
Technologie sur la ligne de but
Plus connu en anglais sous le nom de Goal-line technology, la technologie électronique et/ou vidéo permet de savoir si le ballon a franchi intégralement la ligne de but.
Téléphoné
Se dit d'une passe ou d'un geste prévisible. Cela concerne souvent une mauvaise transmission de passe et permet à l'équipe adverse une anticipation facile.
Tempo
Rythme de jeu d’une équipe, c’est-à-dire la vitesse à laquelle le ballon est déplacé et les actions sont enchaînées au cours d’un match. Il s’agit d’un concept essentiel dans la gestion tactique, permettant d’accélérer ou ralentir le jeu selon les besoins stratégiques.
Temps additionnel
À la fin d'une mi-temps ou d'une période de prolongation, l'arbitre peut attribuer du temps additionnel pour continuer le jeu. Ce temps supplémentaire est justifié par des périodes d'arrêt de jeu ou lorsque des remplacements en cours de match sont effectués (à raison de 30 secondes par remplacement). Également désigné par l'expression « arrêts de jeu ».
Temps faible
Période du match durant laquelle une équipe subit le jeu, est en difficulté dans la maîtrise du ballon ou montre moins d’intensité offensive. Elle peut être dominée, acculée dans son camp, ou simplement traverser une phase de moins bonne qualité de jeu.
Temps fort
1. Période du match durant laquelle une équipe domine clairement le jeu, en mettant une forte pression offensive sur l’adversaire. Cela se traduit souvent par une possession élevée, des occasions créées, des centres répétés ou une occupation constante de la moitié de terrain adverse. 
 2. Dans le contexte d’un résumé de match, un temps fort fait référence aux actions les plus marquantes et décisives de la rencontre : buts, occasions franches, arrêts spectaculaires, gestes techniques ou faits de jeu importants (cartons, penalties, etc.).
Temps réglementaire
La durée d'un match de football de 90 minutes, disputé en deux périodes ou mi-temps de 45 minutes avec un éventuel temps additionnel à la fin de chaque période.
Terrain neutre
Lieu de rencontre qui n’est le stade habituel d’aucune des deux équipes qui s’affrontent. Il est choisi afin de garantir l’équité sportive, notamment en supprimant l’avantage du terrain (comme le soutien du public ou la connaissance du terrain).
Tête
Geste technique caractérisant le contact de balle par la tête. Une tête est dite plongeante quand un joueur se lance tête en avant sur le ballon avec les 2 pieds sans contact avec le sol. Une tête est dite piquée lorsque le geste conduit le ballon rapidement au sol (contrairement à un simple rebond sur la tête).
Tête croisée
Coup de tête exécuté en diagonale, généralement dans le but de prendre le gardien à contre-pied ou de placer le ballon hors de sa portée. Le joueur oriente la trajectoire de la tête vers le côté opposé à sa position d’origine, souvent en s’appuyant sur la puissance du centre.
Tifo
Un tifo est communément une animation visuelle généralement organisée par des supporters d'une équipe, baptisés dans certains pays « tifosi » ou « aficionados », dans les tribunes d'un stade accueillant une rencontre sportive.
Tiki-taka
Style de jeu caractérisé par le mouvement continu du ballon autour d'une série de passes rapides, le plus souvent en un temps. Le tiki-taka est une stratégie permettant la conservation du ballon. Ce style de jeu est principalement attribué au club catalan FC Barcelone et à l'équipe nationale espagnole.
Tir
Frappe du ballon en direction du but.
Tir cadré ou frappe cadrée
Tentative de frappe qui est directement orientée vers le but, à l’intérieur du cadre délimité par les deux poteaux et la barre transversale, sans passer à côté ni au-dessus. Il oblige le gardien à intervenir ou aboutit à un but s’il n’est pas arrêté.
Tir croisé ou frappe croisée
Frappe effectuée en diagonale, c’est-à-dire que le joueur tire vers le côté opposé du but par rapport à sa position sur le terrain.
Tirs au but
Lors d'une rencontre à élimination directe (type match de coupe), si les deux équipes terminent la partie sur un score d'égalité, elles disputent une séance de tirs au but afin de se départager. Le plus souvent cette séance se déroule à l'issue d'un match où les équipes ont dû jouer une prolongation de 30 minutes, mais elle peut aussi intervenir dès la fin du temps règlementaire si le règlement de la compétition concernée en décide ainsi. Chaque équipe tire une série de cinq tirs au but avec cinq joueurs différents, préalablement désignés. Si à l'issue de cette série, les équipes sont toujours à égalité, la séance se poursuit avec des joueurs n'ayant pas déjà tiré, jusqu'à ce qu’il y ait une avance d’un but pour une équipe à nombre de tirs égaux. Contrairement à un pénalty, le tireur (ou un autre joueur) ne peut reprendre la balle si elle est repoussée par le gardien ou le poteau. La séance de tirs au but se déroule sur un seul des buts, préalablement tiré au sort par l'arbitre.
Titi
Terme familier utilisé en France, surtout à Paris, pour désigner un jeune joueur issu du centre de formation, souvent formé localement et attaché à son club d’origine.
Toile
Lorsqu'un gardien de but ou plus généralement un autre joueur commet une grosse maladresse. Terme déjà présent dans le football dans les années 1930.
Topper
En Belgique, choc entre le RSC Anderlecht et le FC Bruges [réf. nécessaire].
Toque
Terme sud-américain qui désigne une façon de jouer à une touche de balle, donc très rapide et très technique. Pratiquée par la Colombie de Francisco Maturana lors des qualifications pour la coupe du monde 1994, elle fut ensuite mis en pratique par la sélection Argentine en 2006 avec par exemple le but de Cambiasso contre la Serbie lors de la coupe du monde en Allemagne. Il s'apparente au jeu à la nantaise.
Toro
Jeu d'entraînement au cours duquel un joueur placé au centre d'un cercle formé par ses adversaires, tel un taureau dans une arène, essaye de récupérer la balle.
Toss
Tirage au sort par lancer (toss en anglais) « L’arbitre effectue le toss (pile ou face) et l’équipe qui le remporte choisit soit le but en direction duquel elle attaquera en première période, soit d’effectuer le coup d’envoi. » (Lois du Jeu 2023/24 | Loi 8 | Coup d’envoi et reprise du jeu). Il y a un nouveau toss au début des prolongations et avant les tirs au but. À l'époque où la règle des tirs au but n'existait pas encore, le toss servait également à départager deux équipes à égalité à l'issue d'une rencontre nécessitant un vainqueur, à condition d'avoir épuisé tous les moyens prévus par le règlement de la compétition (prolongations, match rejoué ou match d'appui). Une qualification pouvait donc se jouer « à la pièce » après un match.
Touche ou Rentrée de touche
Remise en jeu de la balle à la main lorsque celle-ci sort par les longueurs du terrain. Désigne également ces longueurs, mais on parle plus souvent des lignes de touche. Elle est accordée à l'équipe qui n'a pas touché le ballon contribuant à sa sortie. Le ballon est rejoué à hauteur de la sortie du ballon et après signal de l'arbitre. Le ballon doit être lancé avec les 2 mains sur le ballon, passant au-dessus de la tête, et les 2 pieds au sol en dehors du terrain. Ce terme désignait autrefois le joueur qui touchait la balle le premier hors des limites du terrain, cela octroyait à son équipe le droit de la remettre en jeu.
Touche de balle
Contact entre le joueur et le ballon lors d’un contrôle, d’une passe, d’un dribble ou d’un tir.
- Une touche (de balle): Joueur effectuant une seule intervention sur le ballon, sans contrôle préalable, généralement pour passer, tirer ou dévier directement après réception.
- Deux touches (de balle): Joueur contrôlant le ballon avec une première touche, puis effectue une action (passe, tir, dribble, etc.) avec la deuxième.

Tour
Dans une compétition de football à élimination directe ou à phases successives, un tour désigne une étape ou une phase précise du tournoi. Chaque tour permet de réduire le nombre d’équipes encore en lice jusqu’à la finale.
Transfert
Changement de club d’un joueur professionnel, généralement en échange d’une indemnité financière versée par le club acquéreur au club cédant.
Transversale (également appelé "Latte" en Belgique et Suisse)
- Barre supérieure et horizontale du but de football. Une transversale désigne aussi, par extension, un tir sur la barre transversale.
- Désigne également une passe (généralement en hauteur) qui traverse le terrain dans sa largeur.

Trêve internationale
La trêve internationale, également appelée fenêtre internationale ou pause internationale, désigne une période déterminée du calendrier footballistique durant laquelle les compétitions de clubs sont suspendues temporairement afin de permettre aux sélections nationales de disputer des matches officiels ou amicaux.
Triplé
1. Terme employé pour coup-du-chapeau. 
 Voir coup-du-chapeau.
2. Lorsqu’un club remporte trois trophées majeurs au cours d’une même saison. Le triplé « majeur » fait référence au championnat national, la coupe nationale principale et la Ligue des champions (ou équivalent continental).
Trivela
Terme portugais, désignant un type de passe, de centre ou de frappe de l'extérieur du pied, maintenant utilisé en Italie. Ce geste est associé à Ricardo Quaresma, dont il s'en est fait le spécialiste. Franz Beckenbauer de son temps exécutait un geste semblable.
Trois coups de sifflet
Lorsque l’arbitre donne trois brefs coups de sifflet consécutifs, cela signifie que le temps réglementaire (et éventuellement les arrêts de jeu ou prolongations) est terminé. Ce signal clôt formellement le match, et les joueurs peuvent alors quitter le terrain.
Troisième poteau
Un 'centre au troisième poteau' désigne l'endroit fictif où le ballon d'un centre trop long vient d'atterrir.

## U
Un contre un
Opposition directe entre deux joueurs, généralement entre un attaquant et un défenseur, ou entre un attaquant et le gardien. Elle met en valeur la vitesse, la technique ou la capacité de dribble de l’un, face à la capacité défensive ou de réaction de l’autre.
 Une-deux
Redoublement de passe vers l'avant entre deux joueurs en une touche de balle et ceci très rapidement. Il peut également y avoir trois passes « une-deux-trois ». Cela permet de franchir une ligne de défense sans s’approcher des défenseurs.

## V
VAR
Pour « Video Assistance Referee » : système d'assistance vidéo pour l'arbitrage.
Valise
Une équipe se « prend une valise » lorsqu'à l'issue d'un match le score est singulièrement humiliant pour cette dernière.
Vendanger
On dit qu’un joueur vendange lorsqu’une action offensive à très fort potentiel de but échoue de manière très nette dans son aboutissement non pas à cause de la défense adverse mais à la suite d'une erreur dans le tir final ou bien la passe, le centre... censé être décisif.
Ventre mou
Le « ventre mou » d'un championnat est la partie centrale du classement dans laquelle des clubs de niveau moyen sont enlisés, aussi éloignés des places qualificatives pour les compétitions continentales que de la zone de relégation.
Verrou
Cette tactique défensive mise au point dans les années 1930 par les Suisses (on parle de « verrou suisse ») s'appuie sur 4 défenseurs, 2 milieux de terrain (ou inters) et 4 avants, parfois assimilé au catenaccio.
Virgule
Geste technique consistant à effectuer un mouvement circulaire (180°) avec le ballon à l'aide de l'intérieur du pied, cela permet de feinter une passe et d'éliminer son adversaire direct. Ce terme provient de la trajectoire effectuée par le pied, qui ressemble au signe de ponctuation appelé virgule. Romário était spécialiste de ce geste.
Vista
Qualité technique et intellectuelle d’un joueur, souvent d’un milieu de terrain ou d’un meneur de jeu, qui se manifeste par une capacité exceptionnelle à lire et anticiper le jeu, à repérer des solutions que peu d’autres perçoivent, et à créer des actions décisives. Ce terme espagnol signifie « vision ».
Volteretinha
Lors d'un jonglage avec le ballon, la volteretinha est un geste consistant à le contrôler et à le retenir avec le pied et à faire ensuite une roulade avant sur le sol tout en maintenant le ballon bloqué entre le pied et le tibia. Ce mot est un mot-valise portugais fait des mots « volte » (pour notre nom français « volte ») et « retinha » (pour notre adjectif « retenu »). Le Brésilien Ronaldinho a fait les beaux jours de la volteretinha.

## W
WM
Pour formation en W-M, tactique mise au point par les Anglais (Herbert Chapman) dans les années 1920, à la suite de la réforme de la règle du hors-jeu. Elle doit son nom à la position des joueurs sur le terrain, qui vue d'en haut forme les deux lettres W et M. Cette tactique s'articule sur le M à l'arrière — 3 arrières, 2 demi-ailes — et sur le W à l'avant — 2 milieux de terrain (inters), 3 avants de pointe.
WM peut aussi désigner le championnat du monde (coupe du monde) en allemand (Weltmeisterschaft), ce terme est parfois utilisé en français notamment si la coupe du monde a lieu en Allemagne (voir WM'74 pour le mondial 1974).

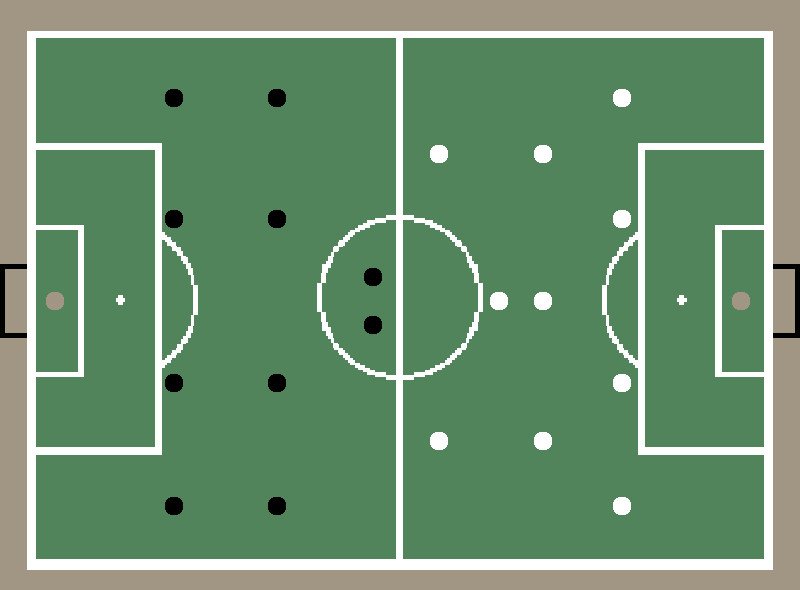
Schéma d'une formation en 4-4-2 (noir) contre une formation en 4-3-3(blanc) à l'engagement